# Cracovia
Cracovia (în poloneză Kraków pronunțatⓘ) este al doilea oraș ca mărime și unul dintre cele mai vechi din Polonia. Situat pe Vistula (în poloneză Wisła) în regiunea istorică Polonia Mică, orașul datează din secolul al VII-lea. Cracovia a fost de-a lungul vremurilor unul dintre cele mai de seamă centre culturale, academice și artistice ale țării și este unul dintre principalele centre economice ale ei. A fost capitala Poloniei între 1038 și 1569; a Uniunii Polono-Lituaniene între 1569 și 1596; a Marelui Ducat al Cracoviei între 1846 și 1918. Din 1999 este reședința voievodatului Polonia Mică.
Orașul a crescut de la o mică așezare de Epoca Pietrei până la a fi al doilea oraș al Poloniei. La început un mic cătun pe dealul Wawel, în anul 965 a început să fie menționat ca târg în Europa slavă. După înființarea de noi universități și centre culturale la renașterea celei de a Doua Republici Polone în 1918 și de-a lungul secolului al XX-lea, Cracovia și-a reafirmat rolul de mare centru național academic și artistic. Orașul are o populație de circa 760.000 de locuitori, zona ei metropolitană cuprinzând circa 8 milioane de persoane ce locuiesc pe o rază de 100 km în jurul centrului orașului.
După Invadarea Poloniei de către Germania Nazistă la începutul celui de-al Doilea Război Mondial, Cracovia a fost transformată în capitala Guvernământului General al Poloniei ocupate. Populația evreiască a orașului a fost mutată într-o zonă împrejmuită cu ziduri și denumită Ghetoul Cracovia, ai cărei rezidenți au fost apoi trimiși în lagăre de exterminare cum ar fi Auschwitz și în lagărul de concentrare Płaszów.
În 1978 Karol Wojtyła, arhiepiscop al Arhidiecezei de Cracovia, a fost numit papă sub numele de Ioan Paul al II-lea – primul papă de origine slavă din istorie, și primul papă neitalian în 455 de ani. În același an, UNESCO a aprobat prima listă a patrimoniului mondial, pe care se regăsea și întregul centru istoric al orașului.

## Etimologie
Numele de „Cracovia” provine, conform tradiției, de la Krakus (Krak, Grakch), legendarul fondator al orașului și conducători al unui trib de lehiți (polonezi). În poloneză, termenul Kraków este o formă posesivă arhaică pentru antroponimul Krak și s-ar traduce ca „[orașul] Krakului” sau „al lui Krak”. Numele lui Krakus ar putea proveni fie de la „krakula”, un cuvânt proto-slav ce înseamnă „sceptru de județ”, fie de la alt cuvânt proto-slav, krak, ce înseamnă „stejar”, odinioară arbore sfânt asociat conceptului de genealogie. Prima mențiune a unui principe Krakus (în grafia Grakch) datează din 1190, deși orașul există încă din secolul al VII-lea, fiind locuit de tribul Wiślanie.
Numele oficial complet al orașului este Stołeczne Królewskie Miasto Kraków, în traducere, „Capitala Regală Orașul Cracovia”. În română, unui locuitor al orașului i se spune „cracovian” sau (la feminin) „cracoviană”.

## Istorie

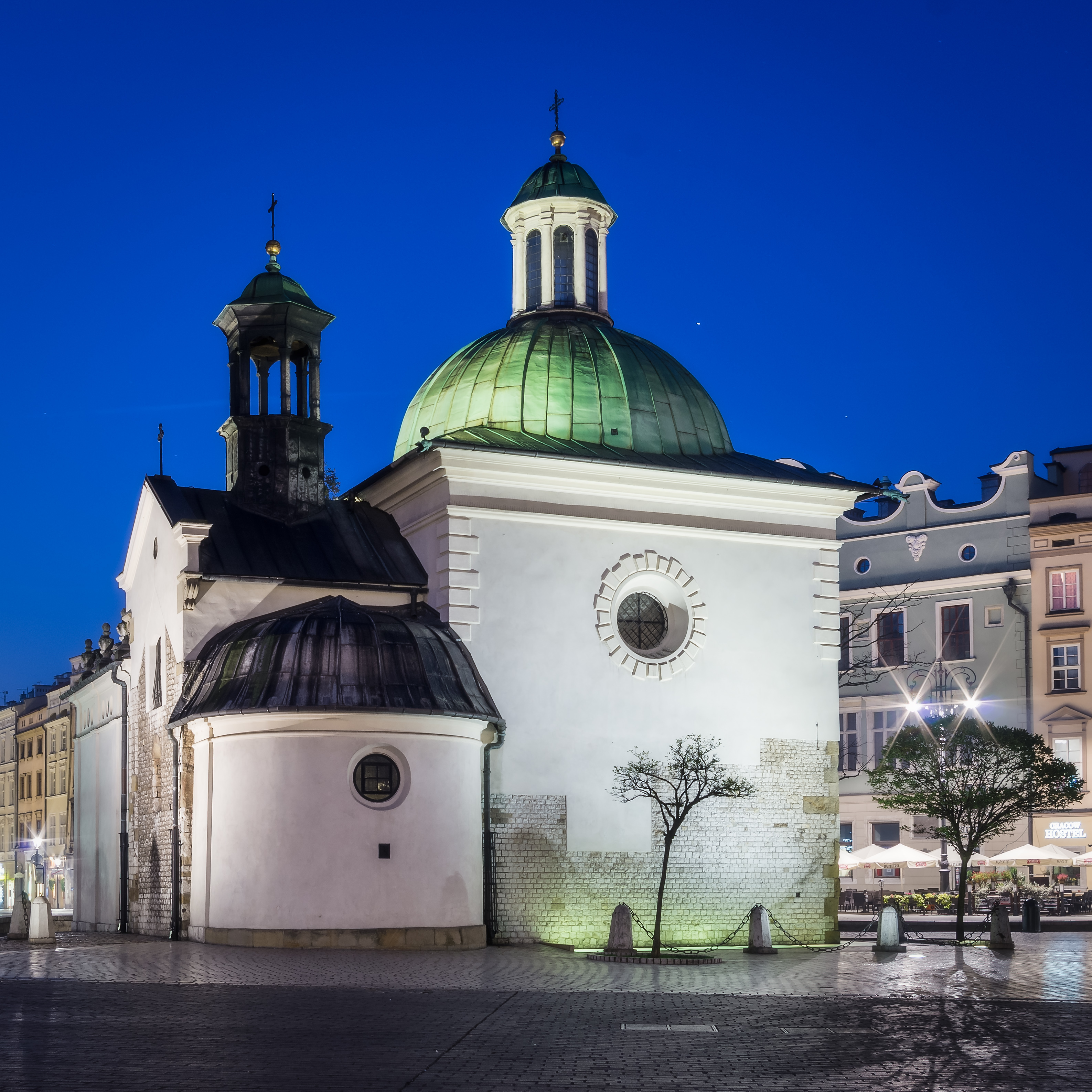
Biserica Sf. Adalbert, veche de aproape un mileniu, datând din vremea Poloniei medievale timpurii (Rynek)

### Istoria timpurie
Preistoria Cracoviei începe cu urme ale unei așezări din Epoca Pietrei aflată pe locul actual al dealului Wawel. O legendă pune fondarea Cracoviei pe seama legendarei căpetenii Krakus, care ar fi construit-o peste o peșteră ocupată de un balaur, Dragonul Wawel (în poloneză Smok Wawelski). Orașul a fost descris de istoricul și geograful arab    al-Masudi în jurul anului 943, în lucrarea „Câmpiile de aur și minele lor de pietre prețioase”. Prima atestare scrisă a numelui orașului datează din 966, când Cracovia a fost descrisă ca târg de seamă, aflat în posesia ducelui Boemiei Boleslaus I. Primul mare conducător al Poloniei, Mieszko, a cucerit Cracovia de la boemi și a inclus-o în domeniile dinastiei Piaștilor către sfârșitul domniei lui.
În 1038 Cracovia a devenit sediul guvernului polonez. Până la sfârșitul secolului al X-lea, ea devenise un târg important. S-au construit clădiri de cărămidă, între care castelul regal Wawel cu rotonda Sf. Felix și Adaukt, biserici în stil romanic cum ar fi biserica Sf. Adalbert, Catedrala Wawel, și Bazilica Sf. Maria. Orașul a fost distrus aproape în întregime în timpul invaziei mongole din 1241. A fost reconstruit practic identic, și a primit drepturi de oraș în 1257 din partea regelui, pe baza legii Magdeburg, ceea ce a dat orașului dreptul de a impune taxe, precum și privilegii comerciale pentru cetățenii săi. În 1259, orașul a fost din nou prădat de mongoli. Un al treilea atac, în 1287, a fost respins în parte datorită fortificațiilor recent construite. În 1335, regele Cazimir al III-lea al Poloniei (Kazimierz) a declarat cele două suburbii vestice ale orașului ca un nou oraș separat, denumit Kazimierz (Casimiria în latină). S-au înălțat ziduri de apărare în jurul centrului Kazimierzului în 1362, și a fost alocat un teren pentru ordinul augustinienilor lângă Skałka.

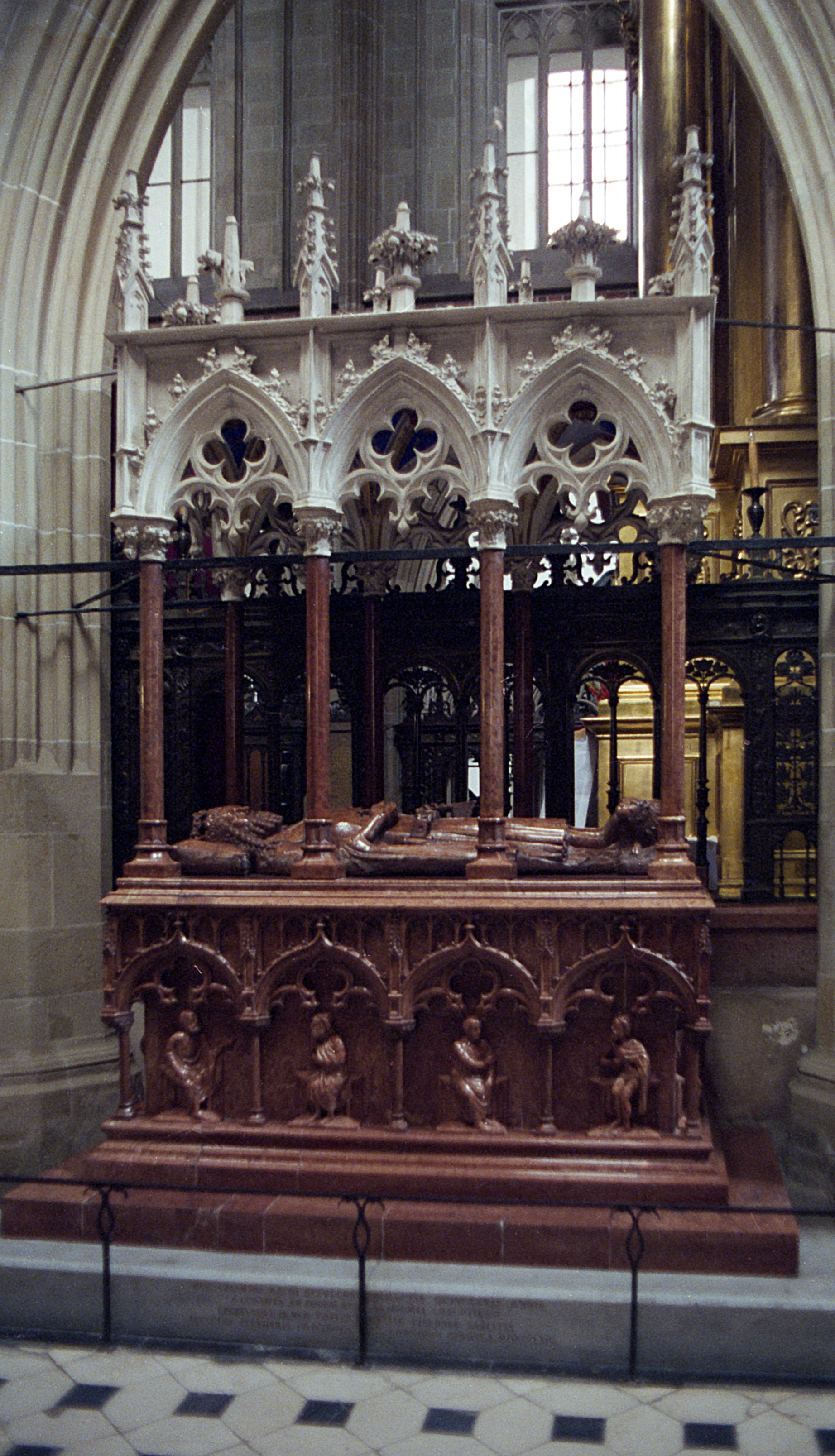
Mormântul regelui Cazimir al III-lea al Poloniei în catedrala Wawel, secolul al XIV-lea

Orașul a căpătat importanță și mai mare în 1364, când Cazimir al III-lea al Poloniei a fondat Universitatea din Cracovia, a doua universitate ca vechime în Europa Centrală după Universitatea Carolină din Praga. Regele Cazimir a început și construcția unui campus pentru Academia din Kazimierz, dar a murit în 1370 și proiectul nu s-a mai finalizat. Orașul a continuat să crească și sub Dinastia Jagiellonilor polono-lituaniană. Capitală a Regatului Poloniei și membru în Liga Hanseatică, orașul a atras mulți meșteșugari, negustori și bresle, începând să înflorească artele și știința.

### „Epoca de Aur” a Poloniei

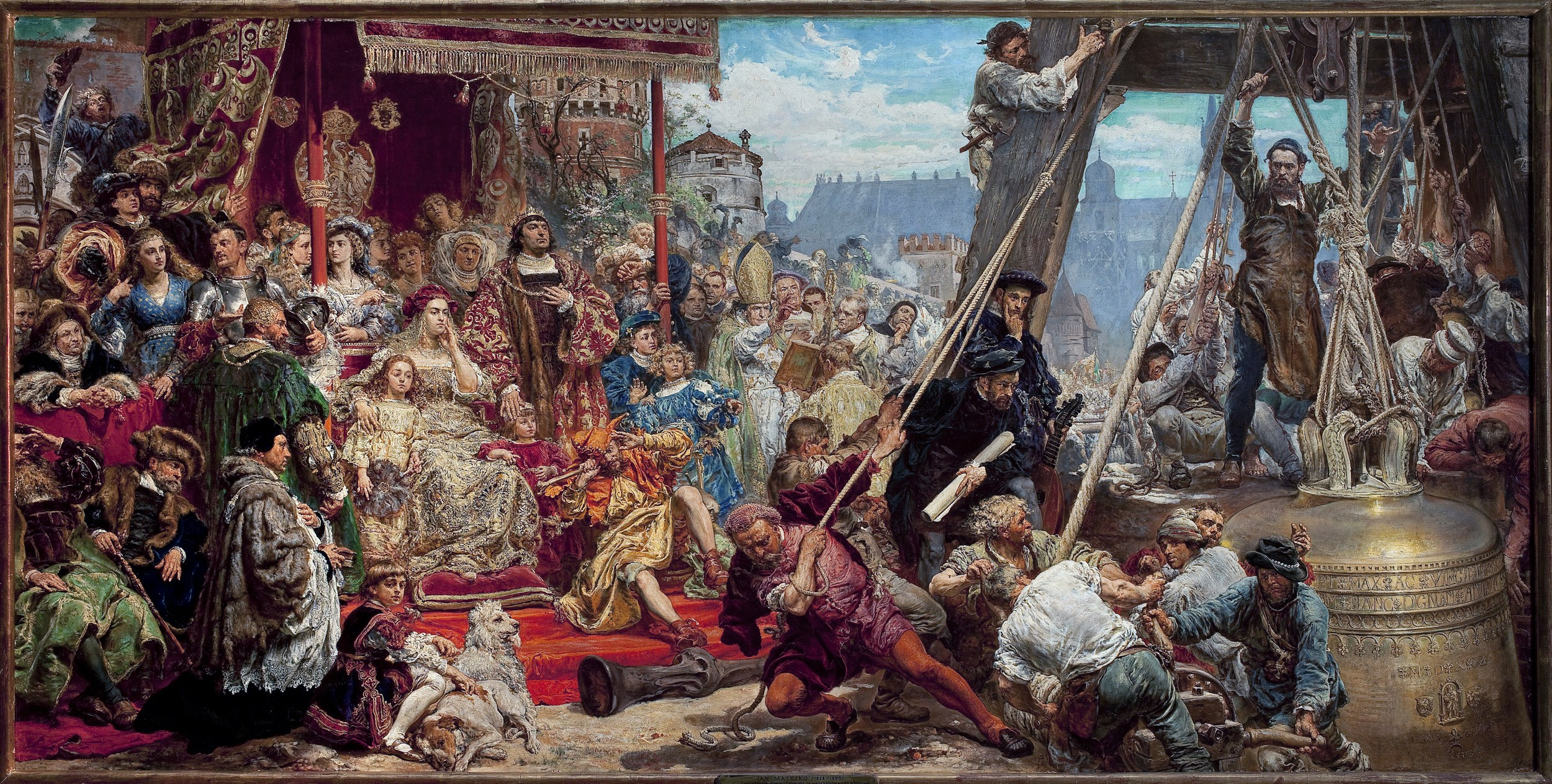
Regele Sigismund I urmărește ridicarea clopotului Sigismund de la Wawel în 1521; pictură de Jan Matejko

Secolele al XV-lea și al XVI-lea au rămas în istorie ca Złoty Wiek („Epoca de Aur”) a Poloniei. Au fost create numeroase opere de artă și arhitectură ale Renașterii Poloneze, inclusiv vechile sinagogi din cartierul evreiesc Kazimierz, cum ar fi Sinagoga Veche. În timpul domniei lui Cazimir al IV-lea, diverși artiști au venit să lucreze și să trăiască în Cracovia, iar Johann Haller a înființat o tiparniță după ce Kasper Straube tipărise Calendarium Cracoviense, prima lucrare tipărită din Polonia, în 1473.
În 1520 cel mai celebru clopot bisericesc din Polonia, poreclit Clopotul Sigismund după Sigismund I al Poloniei, a fost turnat de Hans Behem. La acea vreme, Hans Dürer, fratele mai tânăr al artistului și gânditorului Albrecht Dürer, era pictorul de curte al lui Sigismund. Hans von Kulmbach a realizat altarele mai multor biserici. În 1553, consiliul local al Kazimierzului a acordat cahalului evreiesc dreptul de a construi după cum doresc ziduri interioare în secțiunea vestică a fortificațiilor deja existente. Zidurile au fost extinse din nou în 1608 datorită creșterii comunității și influxului de evrei din Boemia. În 1572 regele Sigismund al II-lea, ultimul Jagiellon, a murit fără să lase urmași. Tronul Poloniei a trecut atunci la Henric al III-lea al Franței și apoi la alți monarhi străini ce s-au succedat rapid, ceea ce a produs un declin al importanței orașului, declin înrăutățit de jafurile din timpul invaziei suedeze și de o epidemie de ciumă bubonică ce a ucis 20.000 de locuitori ai capitalei. În 1596, Sigismund al III-lea din dinastia suedeză Vasa a mutat capitala administrativă a Uniunii Polono-Lituaniene de la Cracovia la Varșovia.

### Secolul al XVIII-lea–începutul secolului al XX-lea

Creșterea Cracoviei de la sfârșitul secolului al XVIII-lea

Deja slăbită în secolul al XVIII-lea, până prin anii 1790 Uniunea Polono-Lituaniană fusese deja de două ori divizată între vecinii săi: Rusia, Imperiul Habsburgic și Prusia. În 1791, împăratul austriac Iosif al II-lea a schimbat statutul de oraș separat al Kazimierzului și l-a transformat în district al Cracoviei. Familiile evreiești mai înstărite au început să plece. Din cauza interdicției împotriva călătoriilor de Sabat, majoritatea familiilor evreiești au rămas însă aproape de vechile sinagogi, păstrând reputația Kazimierzului de cartier evreiesc cu mult după ce noțiunea și-a pierdut sensul administrativ. În 1794, Tadeusz Kościuszko a inițiat o răscoală nereușită în piața principală a orașului, răscoală care, în ciuda victoriei în bătălia de la Racławice contra mai numeroasei armate rusești, a avut ca rezultat a treia și ultima dezmembrare a Poloniei. După răscoală, Cracovia a fost acordată Austriei și a făcut parte dintr-o provincie a Regatului Galiției și Lodomeriei. În 1809, Napoleon Bonaparte a cucerit fostele teritorii poloneze ale Austriei și a inclus orașul în Ducatul Varșoviei. După înfrângerea lui Napoleon în Rusia, Congresul de la Viena din 1815 a restaurat vechile structuri de opresiune, deși orașul a primit un statut autonom, sub numele de Orașul Liber Cracovia. Ca și în 1794, o nouă răscoală în 1846 a fost înăbușită, ceea ce a dus la anexarea orașului de către Austria sub numele de Marele Ducat al Cracoviei (în poloneză Wielkie Księstwo Krakowskie).

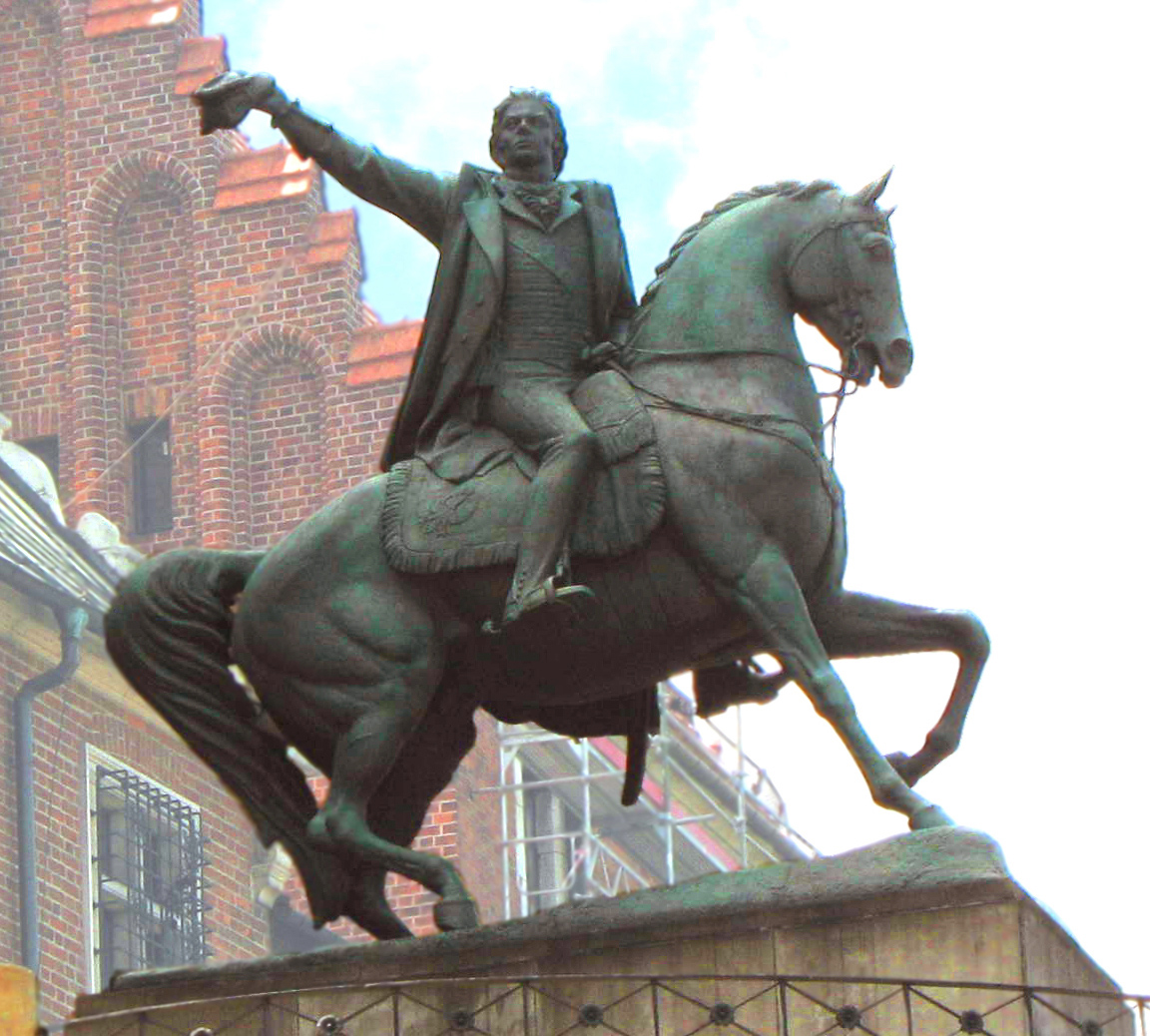
Monumentul Tadeusz Kościuszko din Cracovia, intrarea în castelul Wawel

În 1866, Austria a acordat Galiției o oarecare autonomie în urma înfrângerii sale în Războiul Austro-Prusac. Devenit mai liber din punct de vedere politic, orașul Cracovia a devenit un simbol național al polonezilor și centru artistic și cultural, poreclit adesea „Atena Polonă” (Polskie Ateny) sau „Meca Polonă”. Numeroși artiști polonezi de marcă din acea perioadă au locuit în Cracovia, între ei numărându-se marele pictor Jan Matejko, al cărui mormânt se află în cimitirul Rakowicki, și fondatorul teatrului polonez modern, Stanisław Wyspiański. Cracovia sfârșitului de secol al XIX-lea a evoluat într-o metropolă modernă; în 1901 au fost introduse apa curentă și tramvaiul electric, și între 1910 și 1915, Cracovia și comunitățile suburbane au fost combinate într-o unitate administrativă unică denumită Cracovia Mare (Wielki Kraków).
La începutul Primului Război Mondial la 3 august 1914, Józef Piłsudski a format o mică unitate militară de cadre, denumită Prima Companie de Cadre — predecesoarea Legiunilor Poloneze — care a plecat din Cracovia la luptă pentru eliberarea Poloniei. Orașul a fost asediat pentru scurt timp de armata rusă în noiembrie 1914. Dominația austriacă asupra Cracoviei a luat sfârșit în 1918 când Comitetul Polonez de Lichidare a preluat puterea.

### Din 1918 până în prezent

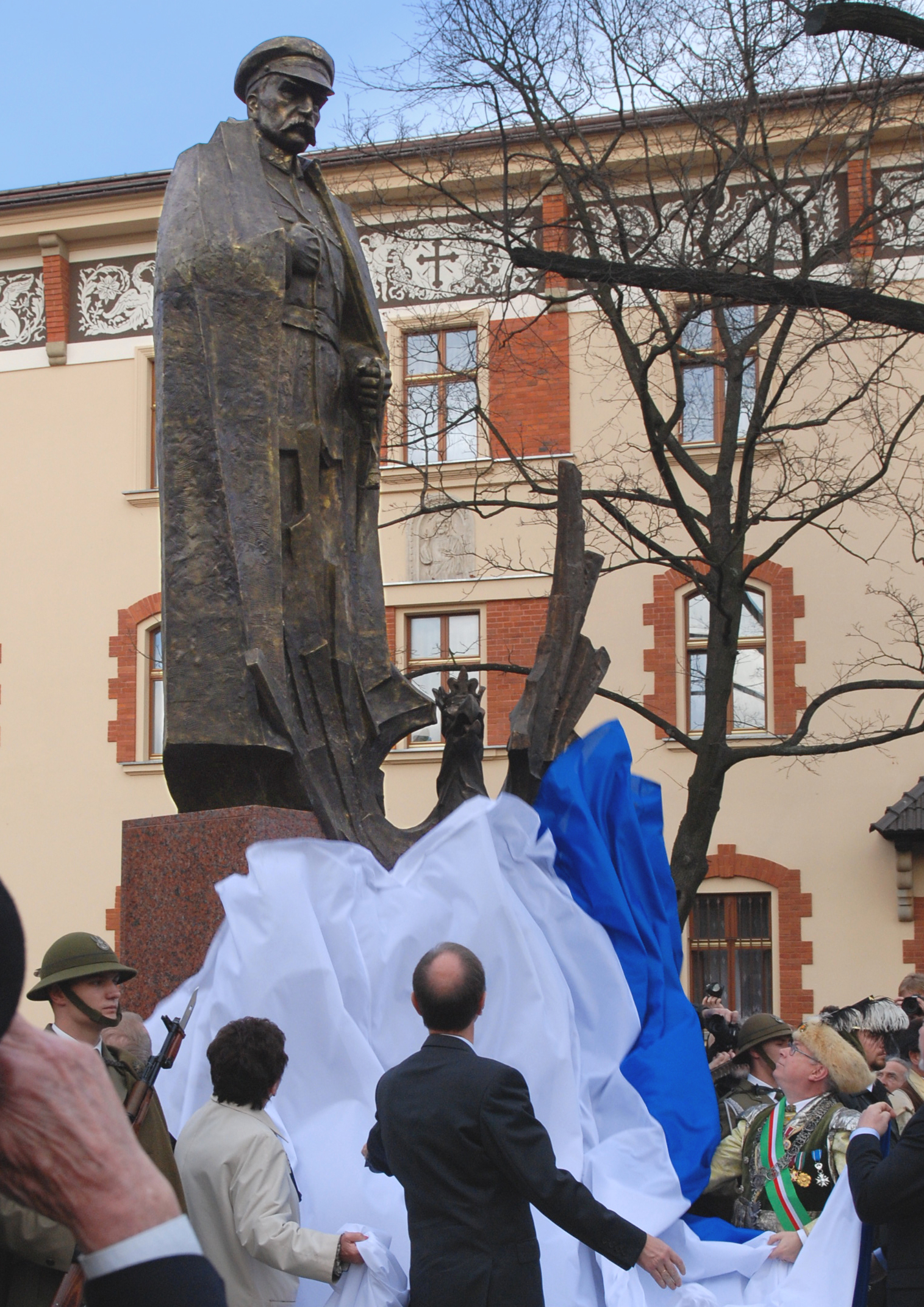
Ministrul Apărării din Polonia dezvelind monumentul mareșalului Józef Piłsudski înmormântat la Wawel în 1935; centrul istoric al Cracoviei, 2008

După apariția celei de a Doua Republici Poloneze, Cracovia și-a restaurat rolul de mare centru academic și cultural prin înființarea de noi universități, cum ar fi Universitatea de Știință și Tehnologie AGH și Academia de Arte Frumoase Jan Matejko, precum și numeroase noi școli vocaționale. A devenit un centru cultural important pentru evreii din Polonia, o mișcare sionistă de tineret fiind relativ puternică în rândul comunității evreiești. Cracovia a fost și un influent centru al vieții spirituale evreiești, toate manifestările religioase ale curentelor ortodox, hasidic și reformat având loc unele lângă altele.
După invadarea Poloniei în septembrie 1939, Germania Nazistă a transformat orașul în capitala Guvernământului General, o autoritate de tip colonial condusă de Hans Frank cu sediul în castelul Wawel. Într-o operațiune denumită „Sonderaktion Krakau”, peste 180 de profesori universitari și intelectuali au fost arestați și trimiți în lagărele de concentrare Sachsenhausen și Dachau, deși supraviețuitorii au fost ulterior eliberați la insistențele unor personalități italiene. Evreii au fost mai întâi îngrădiți într-un ghetou și apoi uciși sau deportați în lagăre de concentrare, inclusiv la Płaszów și la Auschwitz de la Oświęcim. Regizorul de film Roman Polanski este un supraviețuitor al ghetoului, în vreme ce Oskar Schindler, industriașul german înfățișat în filmul lui Steven Spielberg Lista lui Schindler, alegea angajați din ghetou pentru a lucra în fabrica sa de vase emailate (Deutsche Emailwaren Fabrik, sau pe scurt Emalia), salvându-i astfel de deportare. Deși a fost jefuită de ocupanții germani, Cracovia a scăpat de distrugere la sfârșitul celui de al Doilea Război Mondial, mare parte din moștenirea arhitectonică și istorică a orașului păstrându-se.

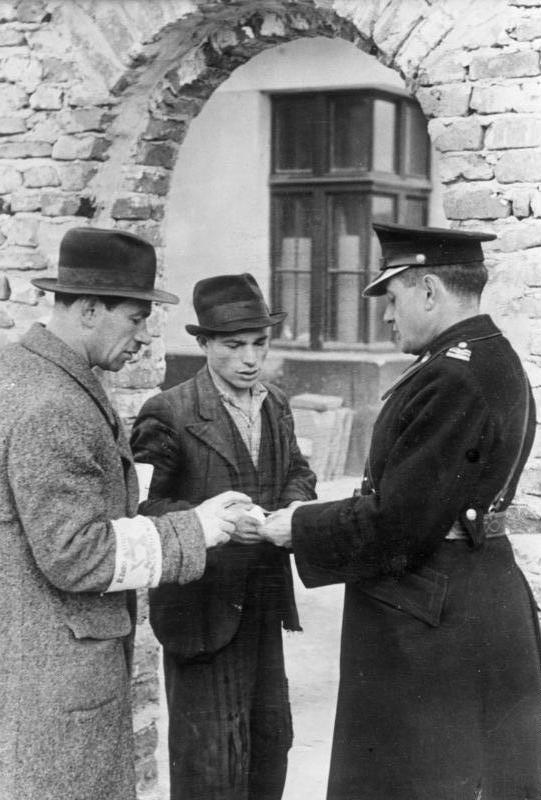
Ghetoul din Cracovia, 1941. Controlul permiselor de ieșire la poarta ghetoului Cracovia.

După război, în timpul regimului stalinist, comunitatea intelectuală și academică a Cracoviei a fost pusă sub control politic total. Universitățile au fost în scurt timp private de autonomia lor și de drepturile de editare. Guvernul comunist al Republicii Populare Polone a ordonat construcția celui mai mare combinat siderurgic din țară în nou-înființata suburbie Nowa Huta. Înființarea uriașului Combinat Siderurgic Lenin (astăzi Întreprinderea Siderurgică Tadeusz, aflată în proprietatea companiei Mittal Steel) a adus transformarea Cracoviei dintr-un oraș universitar într-un centru industrial. Noua clasă muncitoare, atrasă de industrializarea orașului, a contribuit la creșterea demografică rapidă.
După eforturi întinse pe mai mult de două decenii, cardinalul Karol Wojtyła, arhiepiscop al Cracoviei, a reușit să obțină permisiunea de a construi primele biserici în noile cartiere muncitorești. În 1978 Wojtyła a devenit papă sub numele de Ioan Paul al II-lea, primul papă neitalian după 455 de ani. În același an, UNESCO a trecut centrul istoric al Cracoviei în prima sa listă de locuri în patrimoniul mondial.

## Geografie

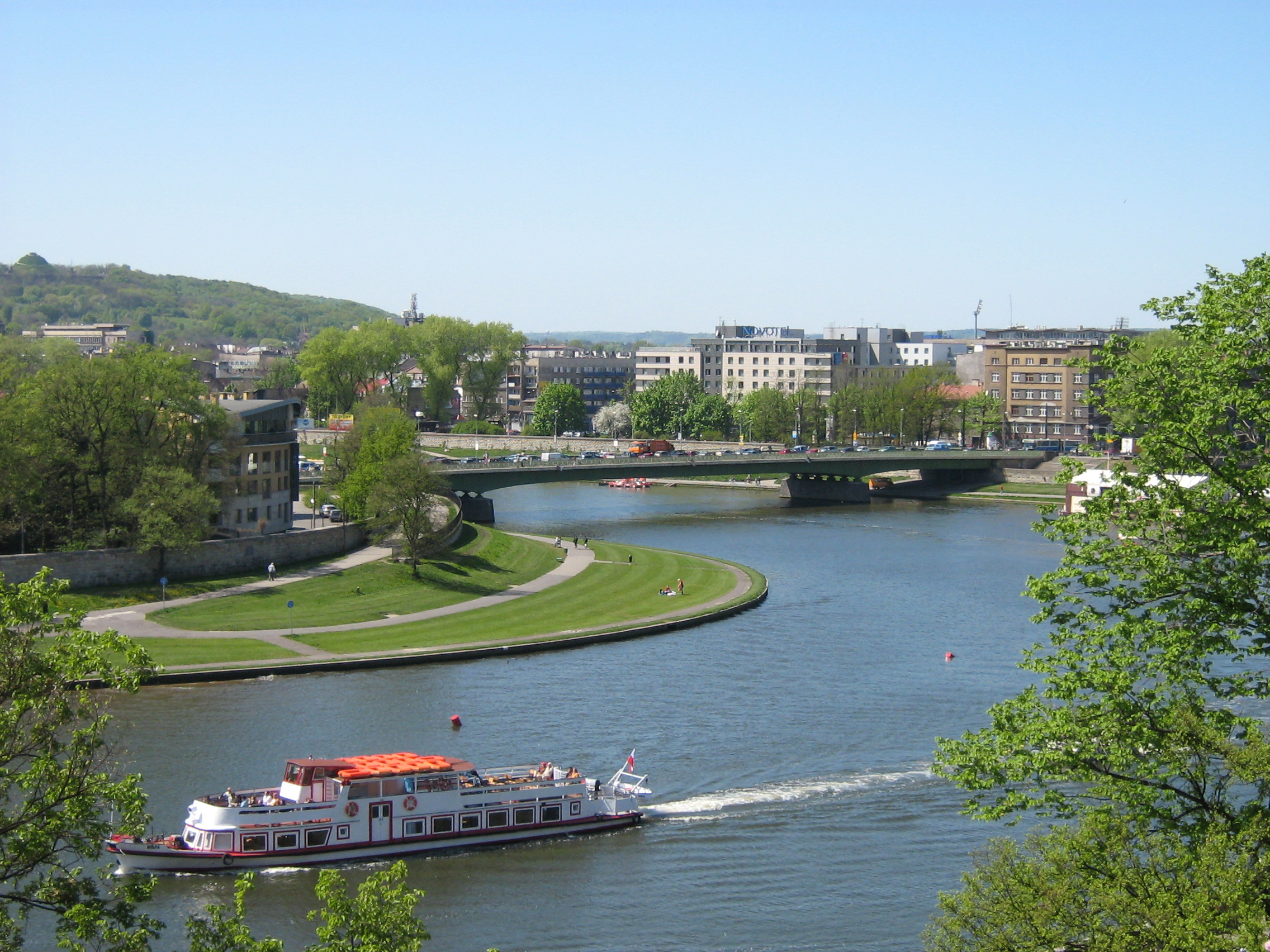
Râul Vistula și Podul Dębnicki

Cracovia se află în sudul Poloniei, pe râul Vistula, într-o vale de la poalele Carpaților, la o altitudine de 219 m; la jumătatea drumului între Munții Jura Polonă (în poloneză Jura Krakowsko-Częstochowska) către nord, și Munții Tatra 100 km către sud, care formează frontiera naturală cu Slovacia și Cehia; la 230 km vest de granița cu Ucraina. În Cracovia există cinci rezervații naturale, cu o suprafață totală de circa 48,6 ha. Datorită valorii lor ecologice, aceste arii sunt protejate de lege. Vestul orașului, pe marginile sale de nord și nord-vest, se mărginește cu o zonă de importanță internațională, denumită Rezervația Jurasică Bielany-Tyniec. Principalele motive pentru protejarea acestei zone sunt fauna și flora de acolo, precum și trăsăturile geomorfologice și peisajul. O altă parte a orașului se află în coridorul ecologic al văii Vistulei. Acest coridor este și el considerat a fi de importanță internațională, făcând parte din rețeaua ecologică pan-europeană. Centrul orașului se află pe malul stâng (nordic) al râului.

### Clima
Cracovia are un climat oceanic (Cfb) conform clasificării climatice Köppen, fiind unul dintre cele mai estice puncte din Europa astfel clasificate. La doar 100 km nord-est de Cracovia (la est de Tarnów, și la nord de Kielce), mediile lunii ianuarie coboară sub -3 °C, având astfel climat continental (Dfb). Orașul se află în zona de climă temperată. Temperaturile medii pe timp de vară se înscriu între 18 °C și 19,6 °C iar ce;e de iarnă între −2,1 °C și 0 °C. Temperatura medie anuală este de 8,9 °C. Vara, temperaturile depășesc adesea 25 °C, și uneori chiar și 30 °C, în vreme ce iarna, ele coboară la -5 °C noaptea și la circa 0 °C ziua; în nopțile geroase, temperatura coboară la −15 °C. Datorită proximității Munților Tatra, adesea bate halny – un vânt de tip foehn, temperatura crescând rapid, ajungând chiar și iarna uneori la 20 °C.
| Date climatice pentru Cracovia                  | Date climatice pentru Cracovia | Date climatice pentru Cracovia | Date climatice pentru Cracovia | Date climatice pentru Cracovia | Date climatice pentru Cracovia | Date climatice pentru Cracovia | Date climatice pentru Cracovia | Date climatice pentru Cracovia | Date climatice pentru Cracovia | Date climatice pentru Cracovia | Date climatice pentru Cracovia | Date climatice pentru Cracovia | Date climatice pentru Cracovia |
| Luna                                            | Ian                            | Feb                            | Mar                            | Apr                            | Mai                            | Iun                            | Iul                            | Aug                            | Sep                            | Oct                            | Nov                            | Dec                            | Anual                          |
| ----------------------------------------------- | ------------------------------ | ------------------------------ | ------------------------------ | ------------------------------ | ------------------------------ | ------------------------------ | ------------------------------ | ------------------------------ | ------------------------------ | ------------------------------ | ------------------------------ | ------------------------------ | ------------------------------ |
| Maxima medie °C (°F)                            | 1.1 (34)                       | 1.5 (34,7)                     | 7.9 (46,2)                     | 13.7 (56,7)                    | 19.8 (67,6)                    | 22.1 (71,8)                    | 24.2 (75,6)                    | 23.9 (75)                      | 19.2 (66,6)                    | 13.6 (56,5)                    | 5.0 (41)                       | 2.9 (37,2)                     | 12,9 (55,2)                    |
| Media zilnică °C (°F)                           | −2.1 (28,2)                    | −1.8 (28,8)                    | 3.8 (38,8)                     | 9.6 (49,3)                     | 14.1 (57,4)                    | 18.0 (64,4)                    | 19.6 (67,3)                    | 19.3 (66,7)                    | 14.7 (58,5)                    | 9.2 (48,6)                     | 2.6 (36,7)                     | 0.0 (32)                       | 8,9 (48)                       |
| Minima medie °C (°F)                            | −5.3 (22,5)                    | −5.1 (22,8)                    | −0.5 (31,1)                    | 5.5 (41,9)                     | 9.0 (48,2)                     | 13.8 (56,8)                    | 15.0 (59)                      | 14.7 (58,5)                    | 10.2 (50,4)                    | 4.8 (40,6)                     | 0.2 (32,4)                     | −2.9 (26,8)                    | 5,0 (41)                       |
| Minima istorică °C (°F)                         | −29.9 (−21.8)                  | −29.4 (−20.9)                  | −22.9 (−9.2)                   | −9.4 (15,1)                    | −2.7 (27,1)                    | 0.6 (33,1)                     | 4.3 (39,7)                     | 2.0 (35,6)                     | −4.1 (24,6)                    | −7.9 (17,8)                    | −17.7 (0,1)                    | −25.5 (−13.9)                  | −29,9 (−21,8)                  |
| Precipitații mm (inches)                        | 34 (1.34)                      | 34 (1.34)                      | 35 (1.38)                      | 42 (1.65)                      | 56 (2.2)                       | 84 (3.31)                      | 90 (3.54)                      | 82 (3.23)                      | 55 (2.17)                      | 44 (1.73)                      | 41 (1.61)                      | 34 (1.34)                      | 631 (24,84)                    |
| Umiditate [%]                                   | 82                             | 82                             | 77                             | 68                             | 63                             | 69                             | 71                             | 74                             | 75                             | 79                             | 83                             | 86                             | 76                             |
| Nr. de zile cu precipitații                     | 15                             | 12                             | 13                             | 9                              | 11                             | 12                             | 13                             | 13                             | 11                             | 12                             | 14                             | 12                             | 147                            |
| Ore însorite                                    | 43                             | 54                             | 102                            | 144                            | 189                            | 204                            | 208                            | 183                            | 153                            | 105                            | 51                             | 33                             | 1.469                          |
| Sursă: Institutul de Meteorologie și Hidrologie |                                |                                |                                |                                |                                |                                |                                |                                |                                |                                |                                |                                |                                |

## Peisajul urban

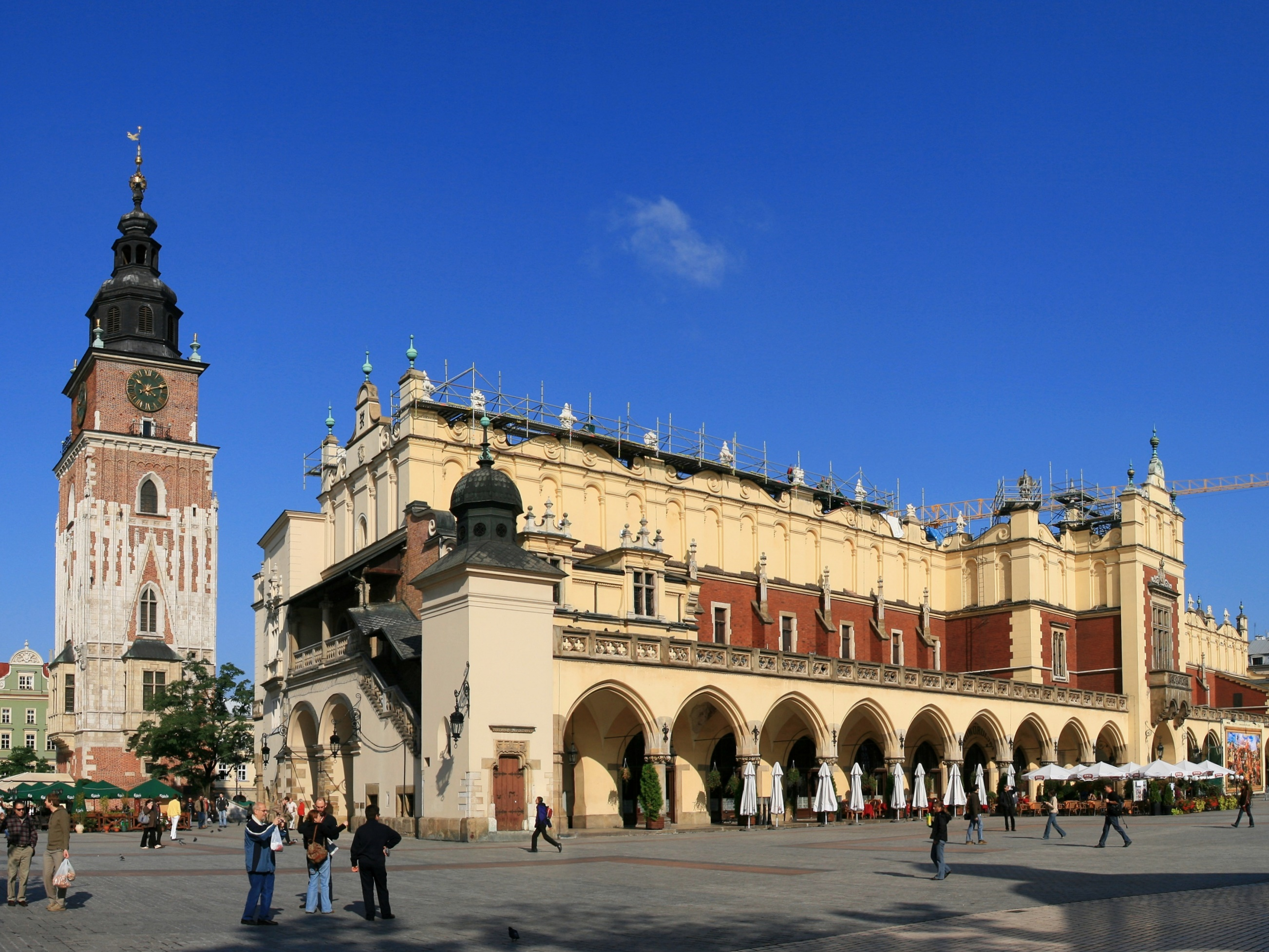
Hala Țesăturilor (Sukiennice), monument reprezentativ pentru Renașterea în Polonia

Dezvoltat de-a lungul mai multor secole, orașul Cracovia prezintă numeroase stiluri arhitecturale. Pe măsură ce s-a extins, s-au răspândit și operele arhitecturale ale constructorilor săi. Din acest motiv, variațiile de stil și planificare urbană se recunosc ușor. Construite pornind de la un nucleu (centrul orașului) către exterior, și evitând mare parte din distrugerile suferite de Polonia în războaiele secolului al XX-lea, numeroasele monumente de arhitectură ale Cracoviei se pot urmări în ordine cronologică doar pornind din centru și avansând către periferii.
Centrul istoric al Cracoviei, care cuprinde Orașul Vechi, Kazimierzul și Castelul Wawel, a fost primul astfel de monument inclus pe lista Patrimoniului Mondial UNESCO în 1978. Orașul Vechi (în poloneză Stare Miasto) este cel mai reprezentativ exemplu de centru istoric urban din țară. Timp de multe secole Cracovia a fost capitala regală a Poloniei, până când Sigismund al III-lea Vasa a mutat curtea regală la Varșovia în 1596. Întregul centru este tăiat în două de Drumul Regal, rută traversată la încoronare de regii Poloniei. Drumul începe la Biserica Sfântul Florian de lângă flancul nordic al zidurilor orașului în suburbia medievală Kleparz; trece prin Barbacana Cracoviei (Barbakan) construită în 1499, și intră în Stare Miasto pe Poarta Florian. El duce de-a lungul străzii Floriańska prin Piața centrală, și apoi pe strada Grodzka către Wawel, fosta reședință a regilor Poloniei, de unde se vede panoramic Vistula. Orașul Vechi atrage vizitatori din toată lumea. Centrul istoric al Cracoviei este unul dintre cele 13 locuri din Polonia incluse în patrimoniul mondial UNESCO. Arhitectura Orașului Vechi a supraviețuit tuturor cataclismelor trecutului și și-a păstrat forma inițială din Evul Mediu. În districtul Orașul Vechi se află circa șase mii de monumente istorice și peste două milioane de opere de artă. Bogata varietate a arhitecturii istorice cuprinde clădiri în stil gotic, renascentist și baroc. Palatele, bisericile, teatrele și conacele din Cracovia prezintă o gamă largă de culori, detalii arhitecturale, vitralii, picturi, sculpturi și piese de mobilier.

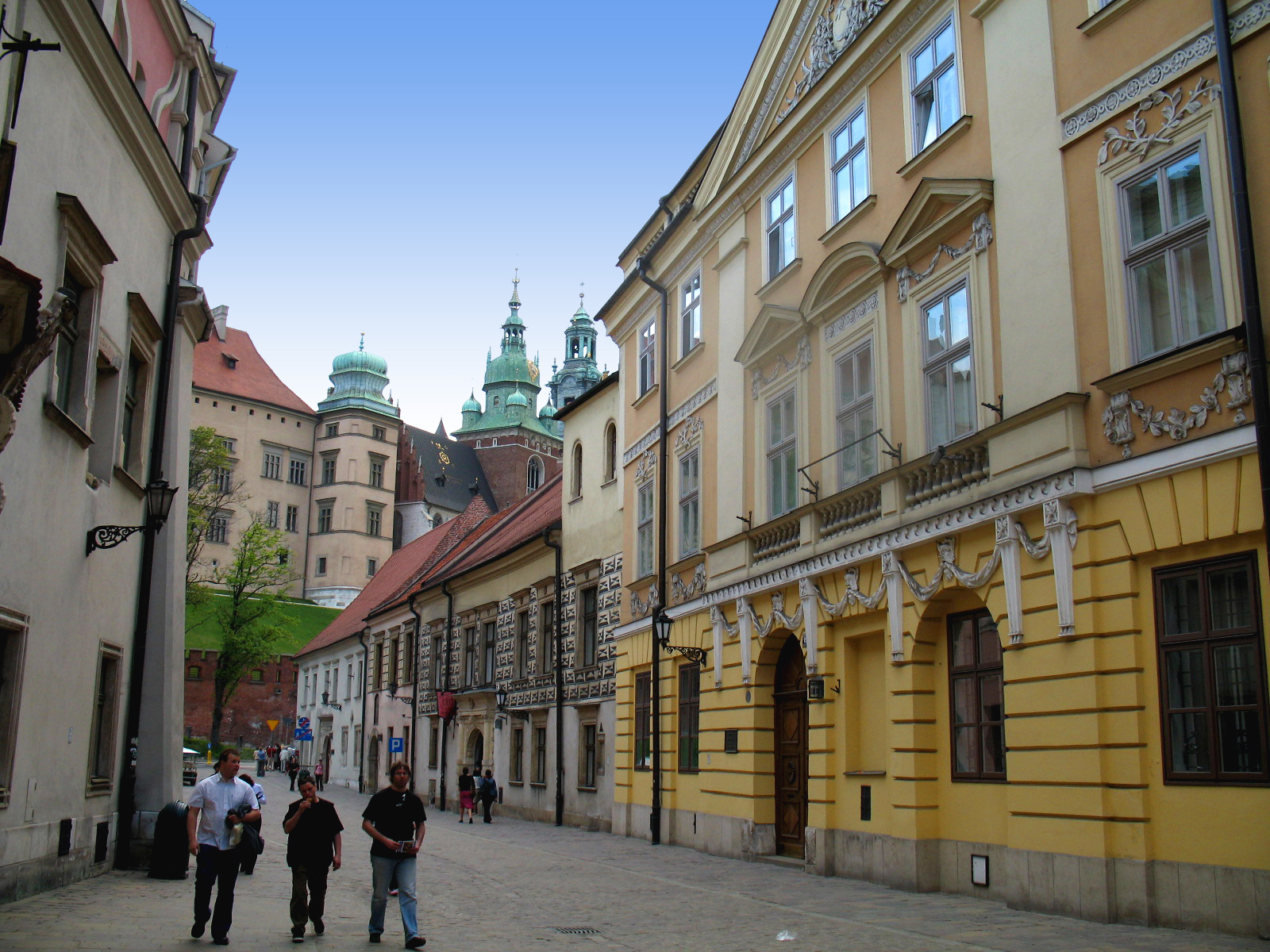
Capodoperele arhitectonice ale secolelor al XVI-lea și al XVII-lea de pe Strada Canonicilor (Kanonicza), care duce către Wawel

Pe lângă orașul vechi, este deosebit de notabil și fostul cartier evreiesc al orașului, Kazimierz, pentru numeroasele sale clădiri renascentiste și străzi pitorești. Kazimierz a fost înființat în secolul al XIV-lea la sud-est de centrul orașului și a devenit în scurt timp o zonă bogată și bine populată, unde construcția de clădiri impozante a devenit ceva obișnuit. Poate cea mai importantă trăsătură a Kazimierzului medieval a fost singurul pod mare permanent (Pons Regalis) peste brațul nordic al Vistulei. Această barieră naturală a separat Kazimierzul de Orașul Vechi vreme de câteva secole, în timp ce podul lega Cracovia de Salina Wieliczka și de profitabila rută comercială către Ungaria. Ultima structură din acest punct (astăzi, la capătul străzii Stradom) a fost demontată în 1880 când brațul nordic al râului a fost astupat cu pământ și pietriș pentru a se construi peste el.

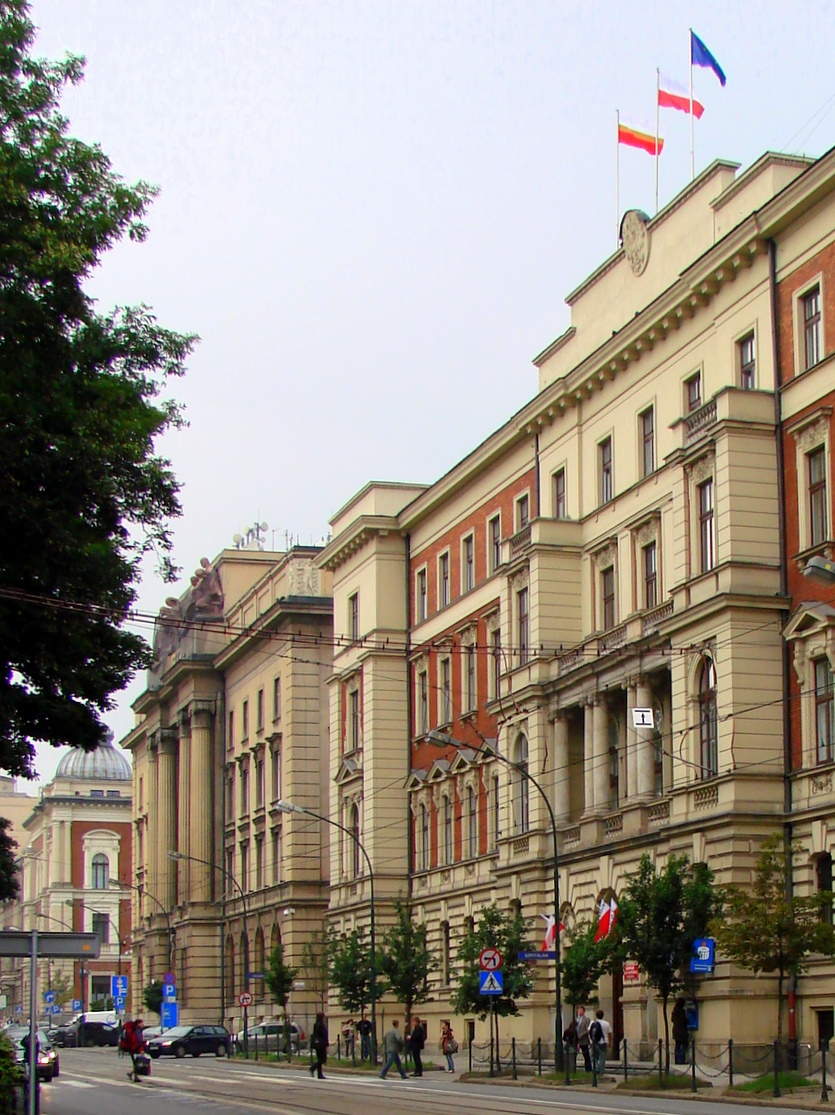
Strada Basztowa, unul dintre cele mai reprezentative bulevarde radiale largi ale Cracoviei

În anii 1930 Cracovia avea 120 de sinagogi și case de rugăciune oficial înregistrate în tot Orașul Vechi. Mare parte din viața intelectuală evreiască se mutase către noi centre cum ar fi Podgórze. Aceasta a dus, la rândul său, la redezvoltarea și renovarea a mare parte din Kazimierz și la dezvoltarea noilor districte din Cracovia. Majoritatea clădirilor istorice din centrul Kazimierzului sunt astăzi conservate în starea lor inițială. Câteva clădiri vechi nu au fost însă reparate după devastarea adusă de al Doilea Război Mondial, și au rămas goale. Eforturile mai recente de restaurare a cartierelor istorice au căpătat un nou avânt pe la 1993. Kazimierz este astăzi o zonă mult vizitată, cu o creștere explozivă a restaurantelor, barurilor, librăriilor și magazinelor de suveniruri cu specific evreiesc.

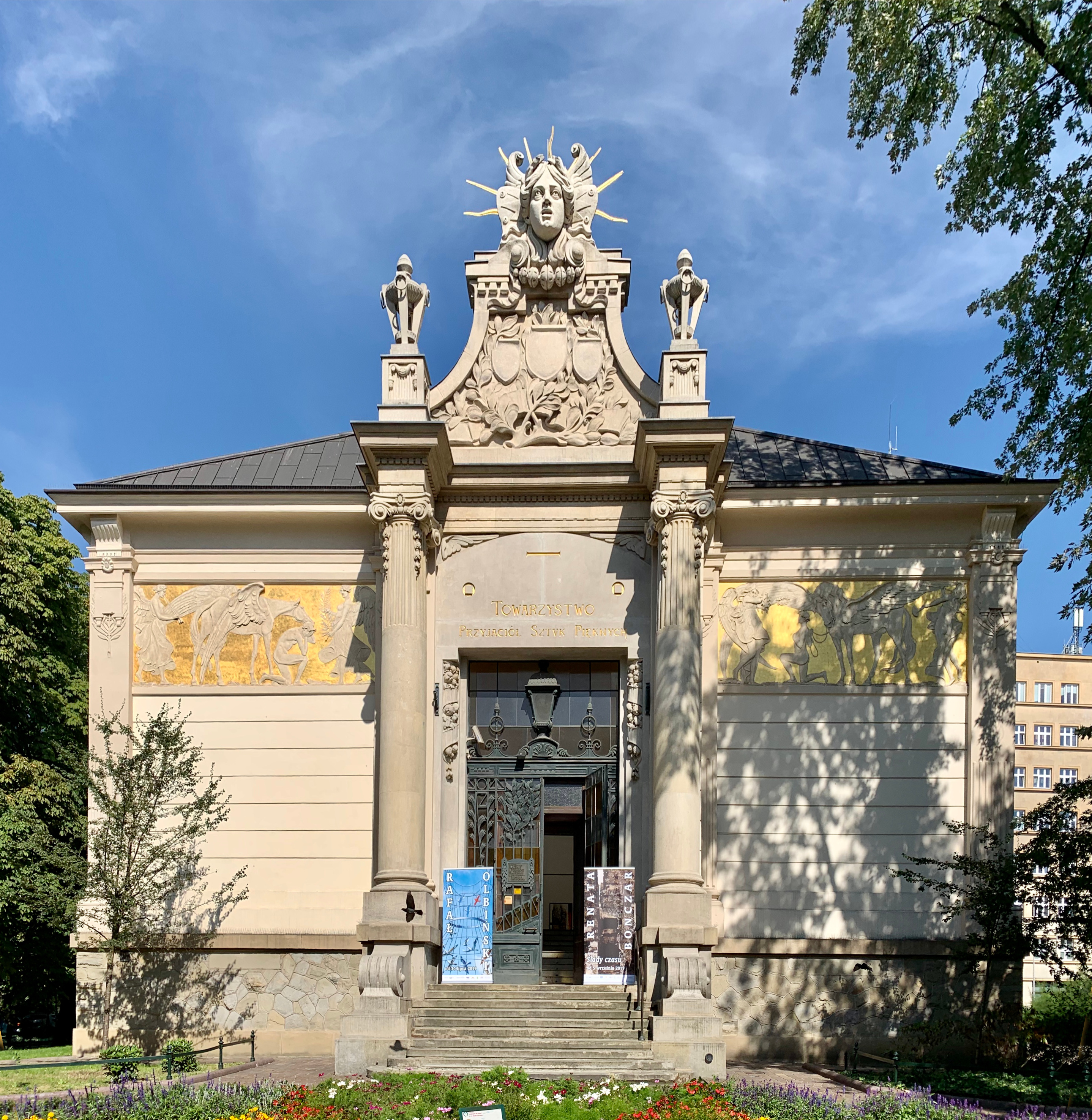
Palatul de Artă din Piața Szczepański (văzut din Planty), exemplu de marcă al arhitecturii Art Nouveau din centrul Cracoviei

Pe măsură ce Cracovia a început să se extindă în perioada dominației Imperiului Austro-Ungar, s-au dezvoltat noi stiluri arhitecturale. Printre clădirile importante din secolul al XIX-lea și de la începutul secolului al XX-lea se numără Academia de Arte Frumoase Jan Matejko, direcția Căilor Ferate Poloneze precum și complexul inițial al Gării Kraków Główny și Academia Economică. Tot prin această perioadă au început să apară primele bulevarde radiale, orașul trecând printr-un program menit să transforme vechea capitală poloneză într-un centru regional sofisticat în Imperiul Austro-Ungar. Noi clădiri guvernamentale reprezentative și clădiri de apartamente cu mai multe etaje au fost construite atunci. Mare parte din planificarea urbană din exteriorul zidurilor Orașului Vechi a fost făcută de arhitecți polonezi și de ingineri pregătiți la Viena. Între marile proiecte ale perioadei se numără dezvoltarea noului sediu al Universității Jagiellone și clădirea Collegium Novum de la vest de Orașul Vechi. Planificarea în stil imperial a dezvoltării orașului a continuat până la redobândirea independenței Poloniei, după Primul Război Mondial. Stilul modernist timpuriu din Cracovia este reprezentat de unele capodopere cum ar fi Palatul de Artă al lui Franciszek Mączyński și „Casa de sub Glob”. Arhitectura în stil secesionist vienez, sosită în Cracovia de la Viena, a devenit populară către sfârșitul perioadei de divizare a Poloniei.

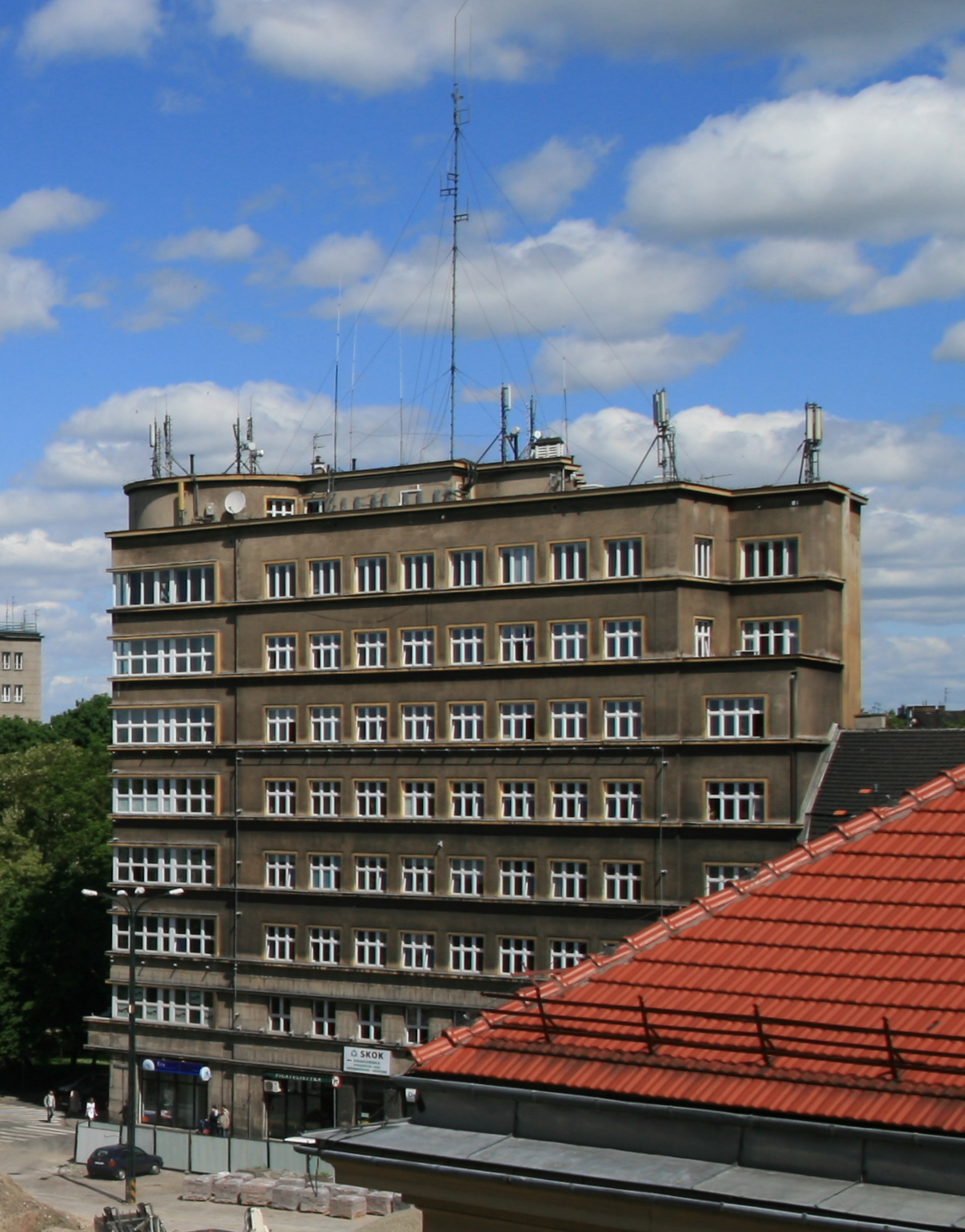
Banca Municipală de Economii, monument de modernism polonez interbelic

După redobândirea independenței Poloniei, a avut loc o mare schimbare de soartă pentru Cracovia – devenit al doilea oraș al unei țări independente. Statul a început să facă noi planuri pentru dezvoltarea orașului și a construit mai multe clădiri reprezentative. Stilul predominant al noilor proiecte a fost modernismul cu diverse interpretări ale stilului art-deco. Printre clădirile mai importante construite în stilul modernismului polonez se numără clădirea Feniks 'LOT' de pe strada Basztowa, magazinul Feniks din Piața Centrală și Banca Municipală de Economii din Piața Szczepański. Casa Józef Piłsudski este și ea remarcabilă ca exemplu de arhitectură interbelică.
După al Doilea Război Mondial guvernul prosovietic a promovat arhitectura stalinistă. Doctrina realismului social, ca și în alte țări ale blocului estic, a fost aplicat cu insistență între 1949 și 1956. El a pătruns în toate domeniile artistice, dar cele mai  spectaculoase realizări sunt cele din domeniul designului urban. Principalele linii ale acestei noi mode au fost indicate precis într-o hotărâre din 1949 a Consiliului Național al Arhitecților Partidului. Arhitectura urma să devină armă de instaurare a noii ordini sociale de către comuniști. Ea urma să contribuie la formarea unei realități socialiste influențând conștiința cetățenilor și felul cum privesc ei viața. În această perioadă, rolul ideologic crucial a căzut în seama arhitectului perceput ca „inginer al sufletului uman”. Impactul ideologic al designului urban era mai valoros decât estetica. Scopul era exprimarea ideilor comuniste și trezirea unui sentiment de persistență și putere. Această formă de arhitectură a fost implementată în noul district industrial Nowa Huta, plin de blocuri mari de apartamente construite pe tipar stalinist, cu curți repetitive și bulevarde largi, mărginite de copaci.

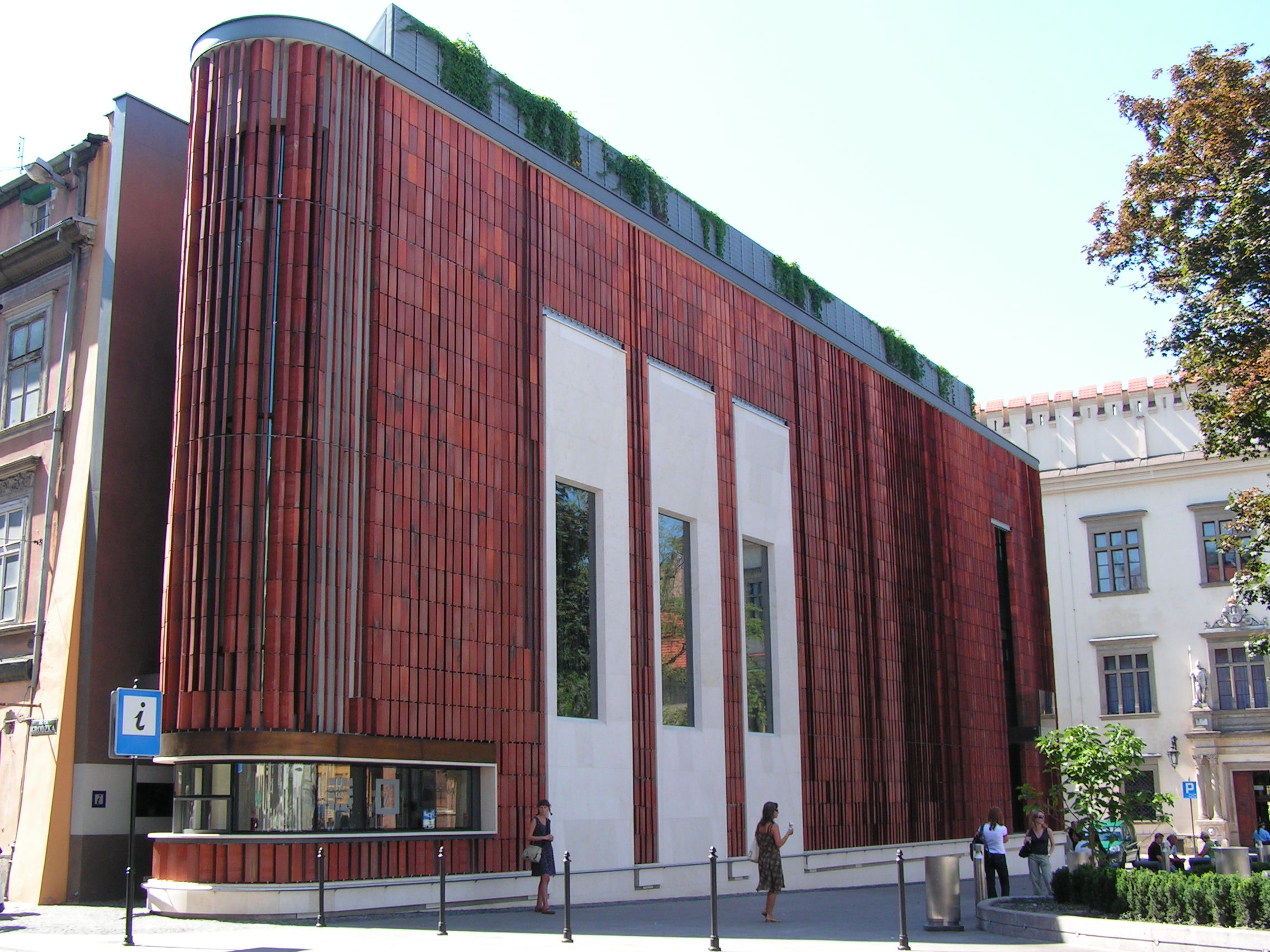
Pawilon Wyspiański 2000 este un rar exemplu de arhitectură modernă în Orașul Vechi

Cum stilul Renașterii era în general cel mai bine privit în raport cu trecutul arhitecturii poloneze, el a fost folosit și pentru a augmenta formatul socialist național al Poloniei. În cursul încorporării principiilor realismului socialist însă, s-au introdus numeroase devieri. Una dintre ele a fost aceea de a copia mai îndeaproape arhitectura sovietică, ceea ce a avut ca rezultat faptul că majoritatea operelor să se amestece între ele, și în cele din urmă acceptarea formei neoclasiciste. Din 1953, opiniile critice în sânul Partidului au fost din ce în ce mai frecvente, și s-a renunțat la această doctrină în 1956, punând capăt stalinismului. Centrul soc-realist al districtului Nowa Huta este acum considerat a fi un monument meritoriu al acelor vremi. Perioada aceea a arhitecturii postbelice a fost urmată de construcția în masă a blocurilor de apartamente din plăci de beton, dintre care majoritatea au fost construite în afara centrului istoric al orașului, fără a sufoca farmecul vechiului oraș. Unele monumente ale stilului nou, cum ar fi Hotel Cracovia, au fost construite în a doua jumătate a secolului al XX-lea.
După Revoluțiile din 1989 și nașterea celei de a Treia Republici, la Cracovia au venit mai multe mode arhitectonice noi. În jumătatea a doua a secolului al XX-lea și la începutul celui de al XXI-lea, s-au desfășurat mai multe proiecte majore, inclusiv construirea unor centre de afaceri și a unor centre comerciale, cum ar fi Galeria Krakowska, iar investițiile în infrastructură cum ar fi tramvaiul rapid, au adus un design modern de calitate care, în multe cazuri, se încadrează discret în stilurile arhitectonice vechi. Un bun exemplu îl constituie Pawilon Wspiański 2000, construit în 2007, utilizat ca spațiu polivalent de informare și expoziție.

### Parcuri și grădini

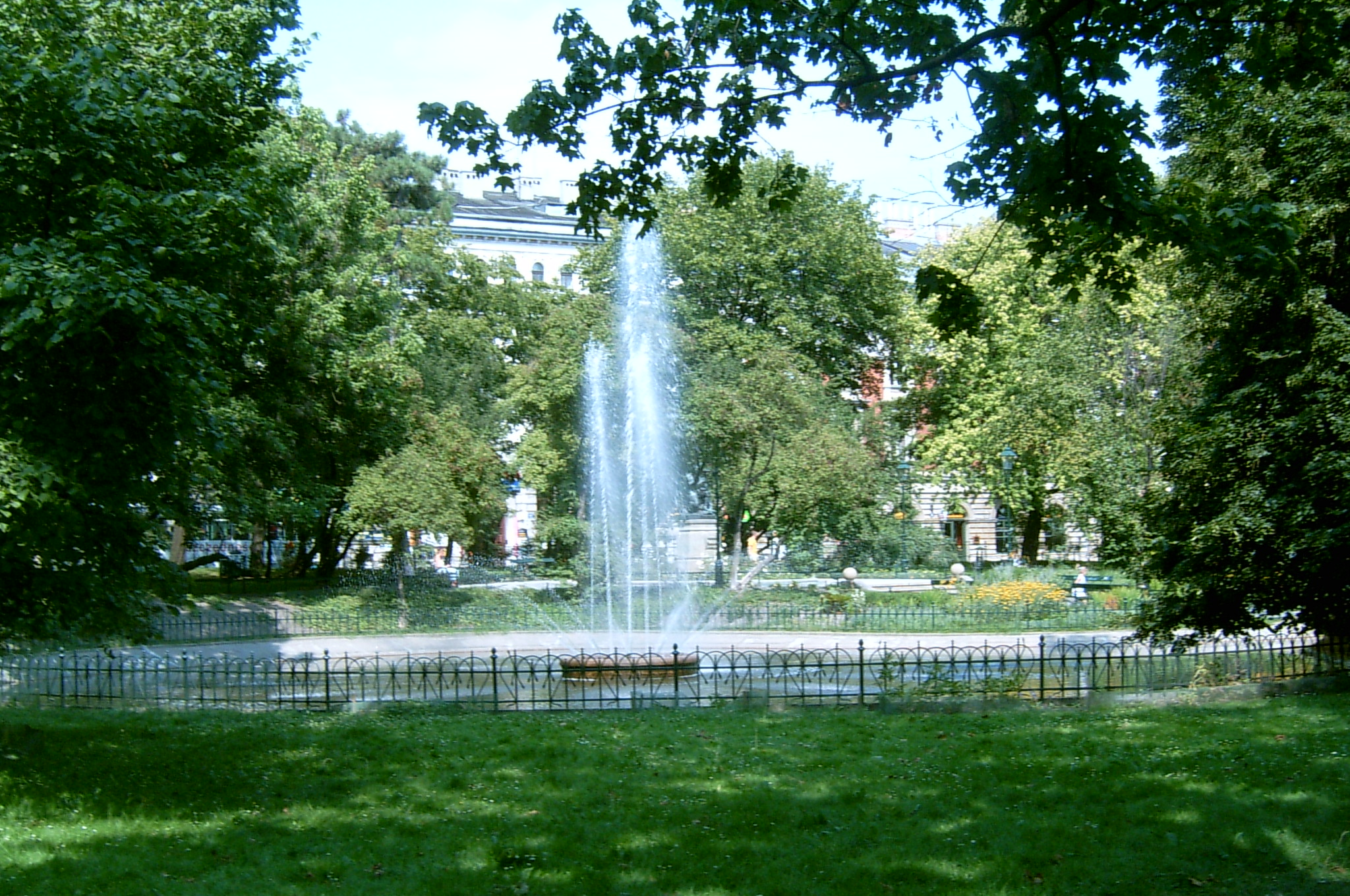
Fântână arteziană, Parcul Planty

În Cracovia există circa 40 de parcuri, cifră în care sunt incluse și grădinile și pădurile. Unele dintre ele, cum ar fi parcul Planty, Grădina Botanică, parcul Krakowski, parcul Jordan și parcul Błonia se află în centrul orașului; Zakrzówek, pădurea Lasek Wolski, parcul Strzelecki și Park Lotników (printre altele) sunt în cartierele din jur. Parcurile acoperă aproximativ 318,5 hectare (2002) în interiorul orașului.
Parcul Planty este cel mai cunoscut parc din Cracovia. El a fost înființat între 1822 și 1830 în locul vechilor ziduri ale orașului, formând o centură verde în jurul Orașului Vechi. El constă dintr-un lanț de grădini mai mici gândite în diverse stiluri și împodobit cu monumente. Parcul are o suprafață de 21 ha și o lungime de 4 km, formând o promenadă foarte populară în rândurile localnicilor.
Parcul Jordan, înființat în 1889 de dr. Henryk Jordan, a fost primul parc public de felul său din Europa. Parcul construit pe malurile râului Rudawa, a fost echipat cu piste de alergare și terenuri de sport, locuri de joacă, un bazin de înot, un amfiteatru, pavilioane de expoziții, și un iaz pentru plimbări cu barca și hidrobicicleta. Mai puțin cunoscutul parc Krakowski a fost înființat în 1885 de Stanisław Rehman dar a scăzut mult în dimensiune de atunci din cauza dezvoltării diverselor proiecte imobiliare. El a fost o destinație foarte populară în rândurile cracovienilor la sfârșitul secolului al XIX-lea.

### Mediul
În Cracovia sunt cinci rezervații naturale cu o suprafață totală de 48,6 ha. Unele zone verzi mai mici constituie părți din Parcurile Peisagistice Jurasice Înălțimile Cracovia-Częstochowa, administrate la comun cu celelalte zone protejate din Jura Poloneză. Între acestea se numără: Parcul Peisagistic Bielany-Tyniec (Park Bielańsko-Tyniecki), Parcul Peisagistic Tenczynek (Park Tenczyński) și Parcul Peisagistic Văile Cracoviei (Park Krajobrazowy Dolinki Krakowskie), împreună cu râurile ce le traversează. Toate rezervațiile naturale din lanțul muntos Jura Poloneză fac parte din programul CORINE pentru biotopuri, datorită florei, faunei, geomorfologiei și peisajelor unice. Partea vestică a Cracoviei constituie așa-numita rețea ecologică Obszar Krakowski, cuprinzând și coridorul ecologic al Vistulei. Versanții sudici ai dealurilor de calcar constituie locuri propice pentru dezvoltarea vegetației termofile, a pășunilor și tufărișurilor.
Orașul este dezvoltat de-a lungul unei porțiuni a văii Vistulei dispuse pe direcția est-vest, cu o rețea de afluenți în care se numără afluentul pe dreapta Wilga, și afluenții pe stânga: Rudawa, Białucha, Dłubnia și Sanka.

## Guvernarea

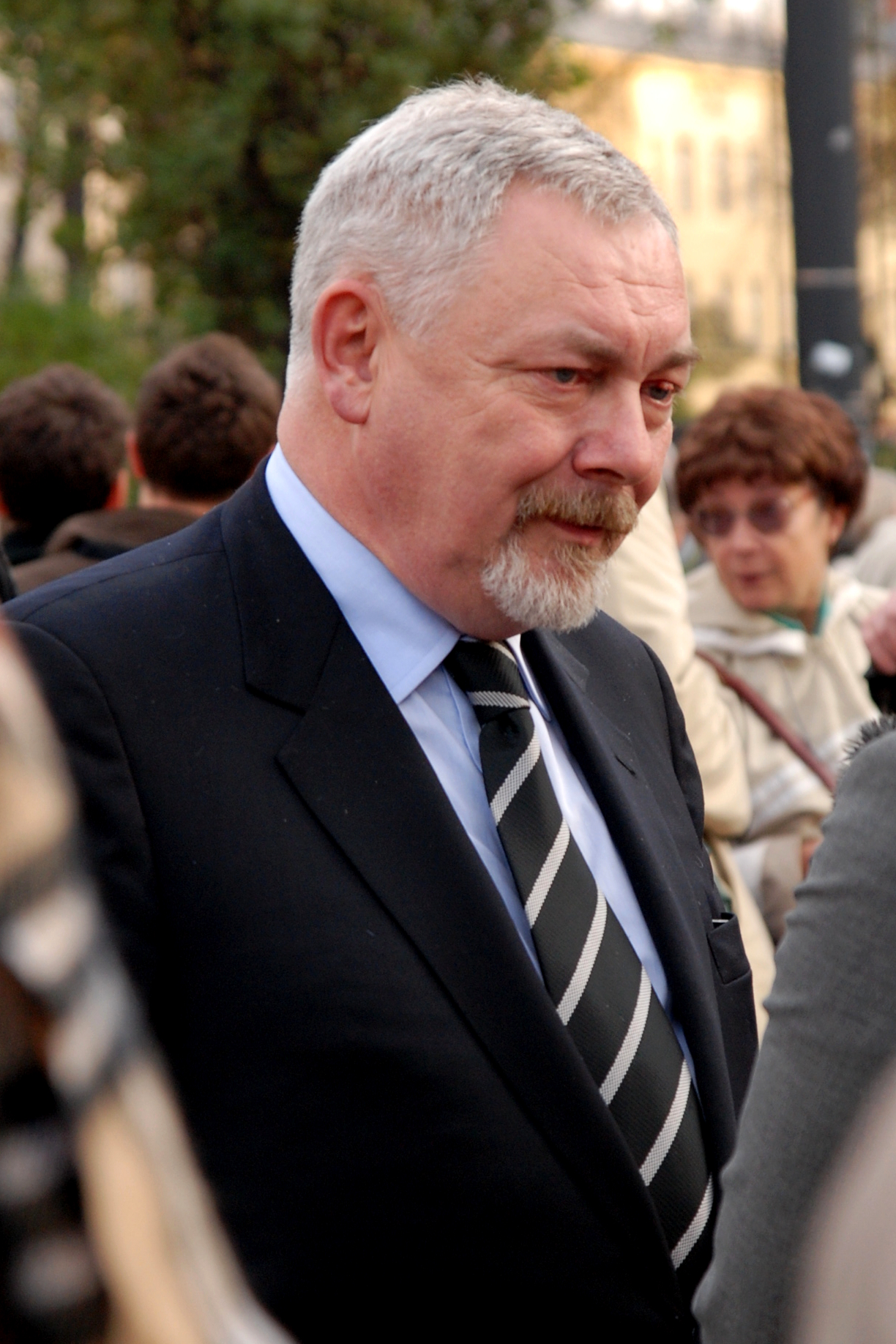
Președintele Cracoviei, prof. Jacek Majchrowski

Consiliul Local Cracovia este format din 43 de consilieri aleși, dintre care unul este primarul, sau „președintele Cracoviei”, ales o dată la patru ani. Alegerea Consiliului Local și al șefului guvernului local, care au loc simultan, se desfășoară conform legilor adoptate la 20 iunie 2002. Actualul președinte al Cracoviei, reales pentru al treilea mandat în 2010, este profesorul Jacek Majchrowski. Mai mulți membri ai legislativului național polonez (Sejm) sunt aleși în circumscripția Cracovia. Simbolurile oficiale ale orașului sunt stema, drapelul și sigiliul.

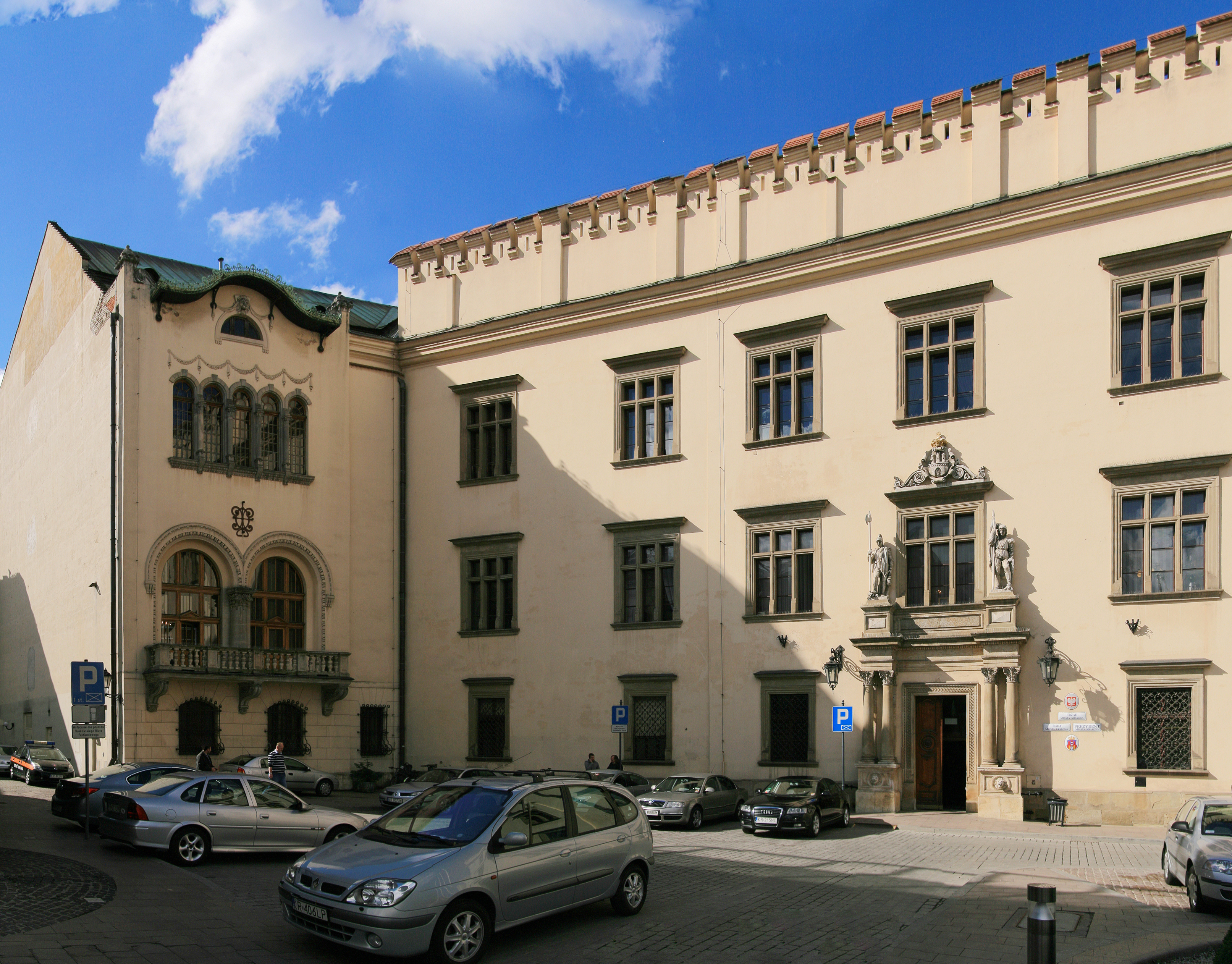
Palatul Wielopolski, sediul administrației și Consiliului Local.

În responsabilitățile președintelui Cracoviei intră propunerea și aplicarea de hotărâri, aplicarea deciziilor locale, gestionarea bugetului municipal, angajarea de administratori ai orașului, și pregătirea apărării împotriva inundațiilor și dezastrelor naturale. Președintele își îndeplinește datoriile cu ajutorul Consiliului Local, al managerilor de oraș și al inspectorilor. În anii 1990, administrația locală a fost reorganizată pentru a face distincția între agenda politică și funcțiunile administrative. Ca urmare, a fost înființat Biroul de Informații Publice pentru a răspunde rapid la cereri și pentru a îmbunătăți comunicarea între departamentele primăriei și cetățeni.
În anul 2000, guvernul municipal a introdus un nou program pe termen lung pentru siguranță, în cooperare cu departamentele de poliție, trafic, servicii sociale, pompieri, siguranță publică și tineret. Numărul infracțiunilor a scăzut cu 3 procente între 2000 și 2001, iar rata de detecție a crescut cu 1,4 procente la un total de 30,2 % în aceeași perioadă.

### Districte
Cracovia este împărțită în 18 districte administrative (dzielnica), fiecare cu un grad de autonomie față de primăria municipală. Înainte de luna martie 1991, orașul fusese împărțit în patru cartiere, care încă mai au sens din punct de vedere identitar – orașele Podgórze, Nowa Huta și Krowodrza care au fost absorbite de Cracovia în extinderea ei, plus orașul vechi cu centrul istoric.

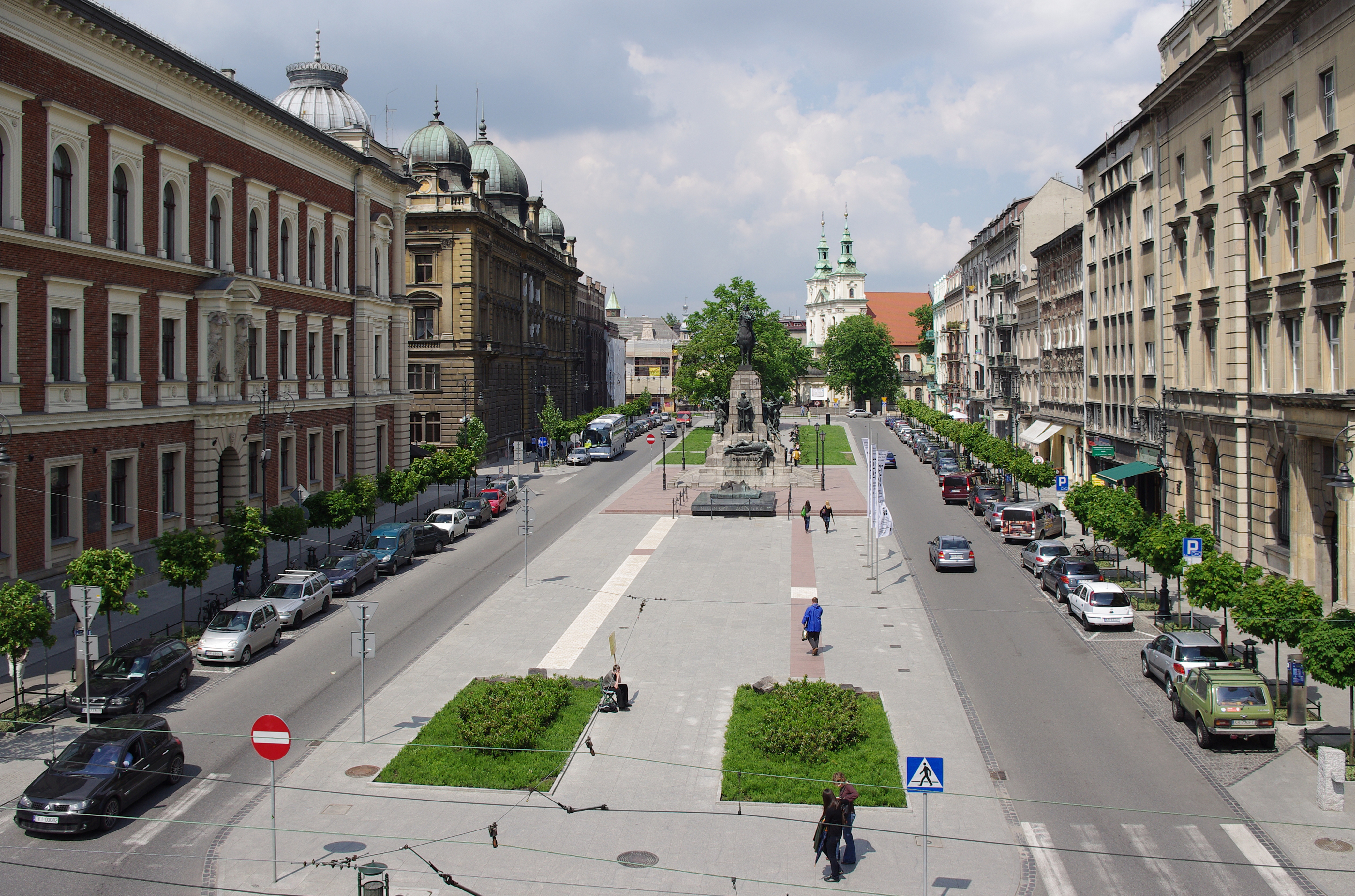
Piața Matejko de la Kleparz, unul dintre cele mai importante spații publice ale orașului

Cele mai vechi cartiere ale Cracoviei au fost incluse în oraș înaintea sfârșitului secolului al XVIII-lea. Acestea sunt Orașul Vechi (Stare Miasto), odinioară înconjurat de zidurile de apărare, astăzi înconjurat de parcul Planty; zona Wawel, pe locul Castelului Regal și al catedralei; Stradom și Kazimierz, ultimele inițial împărțite în cartierele creștin și evreiesc; precum și vechiul oraș Kleparz.
Între marile zone incluse în secolele al XIX-lea și al XX-lea, se numără Podgórze, care până în 1915 era oraș separat, pe malul sudic al Vistulei, și Nowa Huta, aflat la est de centru și construit după al Doilea Război Mondial.

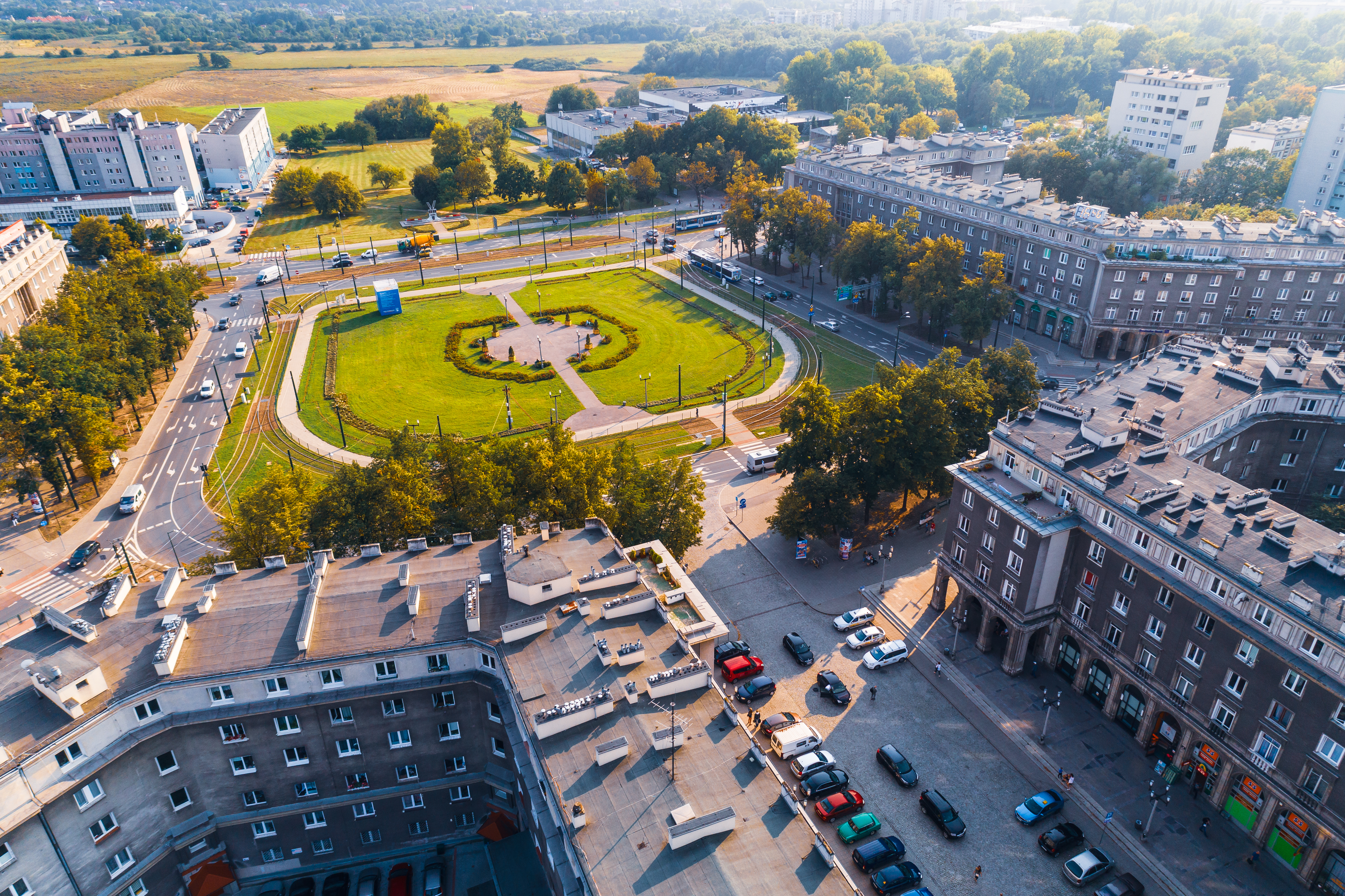
Cel mai mare district al Cracoviei, născut din realismul socialist, Nowa Huta

Între cele mai notabile cartiere istorice ale Cracoviei se numără: Dealul Wawel, unde se află castelul Wawel și catedrala Wawel, unde au fost înmormântați mulți regi poloni; Orașul Vechi medieval, cu Piața Centrală (200 m2); zeci de vechi biserici și muzee; clădirile de secol al XIV-lea ale Universității Jagiellone; și Kazimierz, centrul istoric al vieții religioase și sociale evreiești.
Orașul Vechi găzduiește circa șase mii de monumente istorice și peste două milioane de opere de artă. Bogata varietate de arhitectură istorică cuprinde clădiri renascentiste, baroce și gotice. Palatele, bisericile și conacele din Cracovia prezintă o largă varietate de culori, detalii arhitectonice, vitralii, picturii, sculpturi și piese de mobilier.
În Piața Centrală se află Bazilica Sfânta Maria (Kościół Mariacki). Ea a fost reconstruită în secolul al XIX-lea, și prezintă un celebru altar de lemn (Ołtarz Wita Stwosza), cel mai vechi altar gotic din lume, sculptat de Veit Stoss. Din turnul principal al bisericii, la ore fixe, sună un semnal de goarnă (hejnał mariacki). Melodia, care în vechime anunța deschiderea și închiderea porților orașului, se oprește brusc la mijloc. Conform legendei, ea era cântată în timpul invaziei tătărești din secolul al XIII-lea de către un străjer pentru a avertiza cetățenii de un atac. Străjerul a fost ucis de un arcaș tătar în timp ce cânta, melodia întrerupându-se la momentul morții lui. Legenda a fost relatată și într-o carte scrisă în anii 1920 și intitulată Gornistul din Cracovia, de Eric P. Kelly, care a câștigat premiul Newbery.
| District                      | Populație | Suprafață (2009) |
| ----------------------------- | --------- | ---------------- |
| Stare Miasto (I)              | 41.121    | 559,29 ha        |
| Grzegórzki (II)               | 30.441    | 586,18 ha        |
| Prądnik Czerwony (III)        | 46.621    | abbr=on}}        |
| Prądnik Biały (IV)            | 66.649    | 2.370,55 ha      |
| Łobzów (V)                    | 34.467    | 538,32 ha        |
| Bronowice (VI)                | 22.467    | 957,98 ha        |
| Zwierzyniec (VII)             | 20.243    | 2.866,9 ha       |
| Dębniki (VIII)                | 56.258    | 4.671,11 ha      |
| Łagiewniki-Borek Fałęcki (IX) | 15.014    | 573,9 ha         |
| Swoszowice (X)                | 20.641    | 2.416,73 ha      |
| Podgórze Duchackie (XI)       | 52.522    | 1.065,24 ha      |
| Bieżanów-Prokocim (XII)       | 63.270    | 1.846,93 ha      |
| Podgórze (XIII)               | 32.050    | 2.516,07 ha      |
| Czyżyny (XIV)                 | 26.169    | 1.229,44 ha      |
| Mistrzejowice (XV)            | 54.276    | 547,82 ha        |
| Bieńczyce (XVI)               | 44.237    | 369,43 ha        |
| Wzgórza Krzesławickie (XVII)  | 20.234    | 2.375,82 ha      |
| Nowa Huta (XVIII)             | 58.320    | 6.552,52 ha      |
| Total                         | 705.000   | 27.953,89 ha     |

Împărțirea actuală a fost introdusă de Primăria Cracovia la 19 aprilie 1995. Districtele au primit atât denumirea cu cifre romane, cât și un nume: Stare Miasto (I), Grzegórzki (II), Prądnik Czerwony (III), Prądnik Biały (IV), Łobzów (V), Bronowice (VI), Zwierzyniec (VII), Dębniki (VIII), Łagiewniki-Borek Fałęcki (IX), Swoszowice (X), Podgórze Duchackie (XI), Bieżanów-Prokocim (XII), Podgórze (XIII), Czyżyny (XIV), Mistrzejowice (XV), Bieńczyce (XVI), Wzgórza Krzesławickie (XVII) și Nowa Huta (XVIII).
Harta districtelor Cracoviei
Hartă interactivă. Click pe numărul districtului pentru detalii.

## Economia

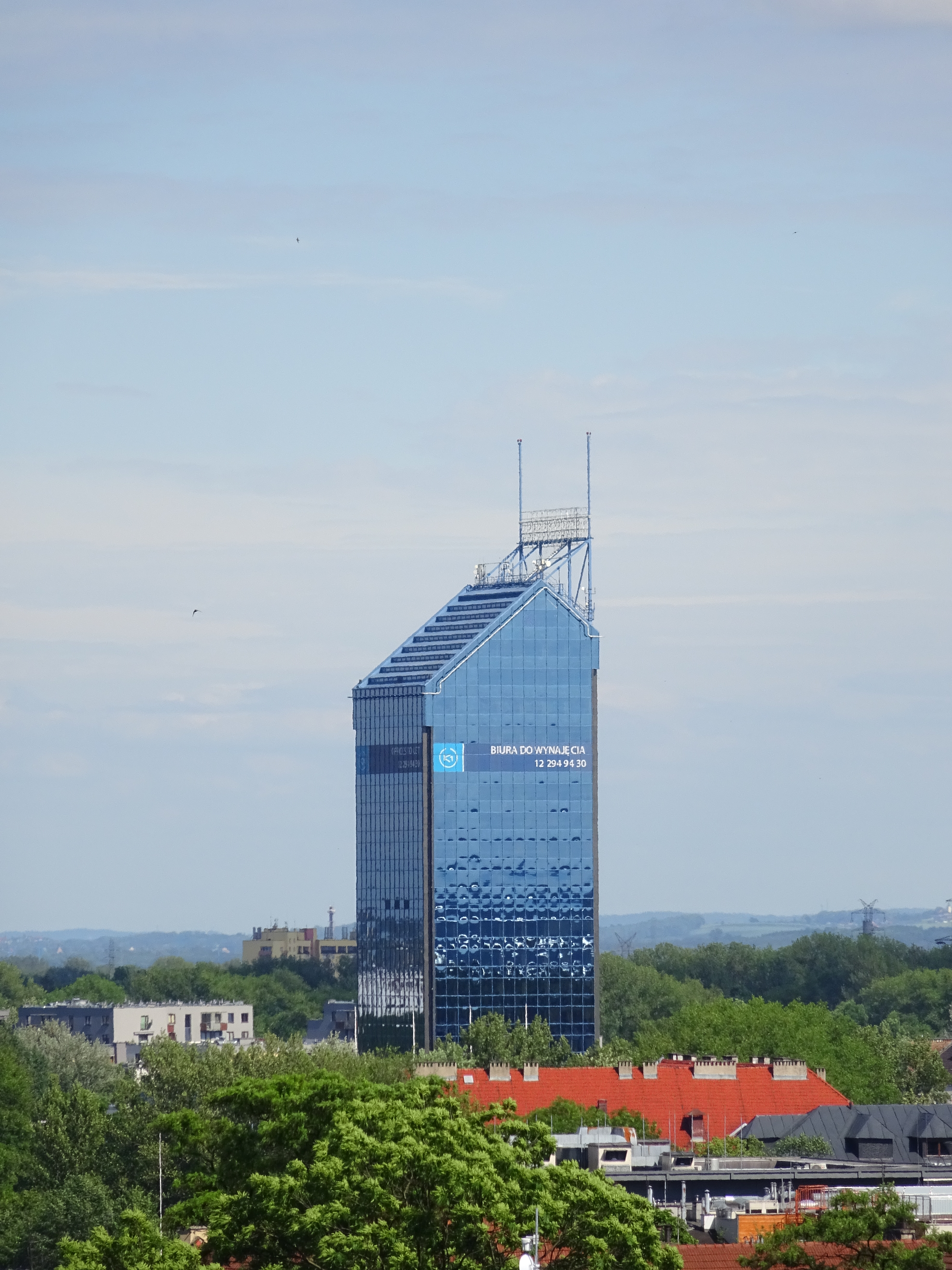
Centrul de afaceri Cracovia

Cracovia este unul dintre cele mai importante centre economice ale Poloniei, și cel mai important din regiunea istorică Polonia Mică (Małopolska). În urma prăbușirii regimului comunist, sectorul privat a crescut constant. Circa 50 de mari companii multinaționale funcționează în oraș, între ele numărându-se Google, IBM, Motorola, Delphi, MAN SE, General Electric, Hitachi, Philip Morris, Capgemini, și Sabre Holdings, împreună cu alte firme britanice, germane și scandinave. În 2005, investițiile străine directe în Cracovia ajunseseră la circa 3,5 miliarde de dolari. Cracovia încearcă să se poziționeze ca un Silicon Valley al Europei, pe baza marelui număr de companii locale și străine din domeniile înaltelor tehnologii. Rata șomajului în Cracovia era în 2007 de 4,8%, mult sub media națională de 13%. Cracovia este al doilea oraș din Polonia (după Varșovia) și ca număr de vizitatori străini. Conform World Investment Report pe 2011 publicat de Conferința ONU pentru Comerț și Dezvoltare (UNCTAD), Cracovia este locația cu cea mai mare emergență pentru investiții în proiecte globale BPO (Business Process Outsourcing) din lume.
În 2011, bugetul orașului, prezentat de președintele orașului la 15 noiembrie în fiecare an, proiectează un venit de 3,5 miliarde de zloți. Sursele principale de venit la bugetul municipal sunt după cum urmează: 14% taxe și impozite locale pe proprietăți, 30% transferuri de la bugetul național și 34% subvenții de stat. Cheltuielile proiectate, totalizând 3,52 miliarde de zloți, cuprindeau 21% costuri de dezvoltare și 79% costuri de întreținere. În cele de întreținere, 39% se cheltuiesc pe educație și îngrijirea copiilor. Costurile de dezvoltare ale municipiului Cracovia cuprind 41% către construcții de străzi, transport, și comunicații (împreună), și 25% pentru infrastructură și mediu. Ratingul obligațiunilor orașului este unul mare, circa 60% din populație având o vârstă sub 45 de ani.

### Comunitatea EIT pentru Cunoaștere și Inovare
Cracovia este unul dintre centrele de co-locație ale Comunității pentru Cunoaștere și Inovație (Energie Sustenabilă) al Institutul European pentru Inovație și Tehnologie (EIT). Lista completă a centrelor de co-locație – KIC Inno Energy cuprinde: CC Germania de la Karlsruhe, CC Văile Alpilor de la Grenoble, CC Benelux în Eindhoven/Leuven, CC Iberia la Barcelona, CC PolandPlus în Cracovia, și CC Suedia din Stockholm.
InnoEnergy este o alianță integrată a mai multor organizații reputate din domeniile educației, cercetării și industriei. A fost înființată pe baza unor legături de cooperare de lungă durată, precum și pe principii de excelență. Partenerii au dezvoltat în comun o strategie de tratare a slăbiciunilor inovărilor în domeniul energiilor sustenabile în energie.

## Transport
Transportul public se bazează pe o rețea relativ densă de linii de tramvai și autobuz, operate de o companie municipală și suplimentate de mai mulți operatori privați cu microbuze. Trenuri locale fac legătura cu unele din suburbii. Mare parte a zonei istorice a orașului a fost transformată în zonă pietonală, unde pe lângă pietoni pot circula doar biciclete, ricșe și trăsuri; liniile de tramvai au însă acces la mică distanță de centru. La Muzeul Municipal de Inginerie, Muzeum Inżynierii Miejskie, sunt expuse tramvaie și vehicule.
Există legături feroviare cu majoritatea orașelor Poloniei. La fiecare oră pleacă câte un tren către Varșovia. Între destinațiile feroviare internaționale se numără Berlin, Budapesta, București (tren ce conține pe timp de vară vagoane pentru Varna), Hamburg, Kiev (pe timp de vară, cu vagoane de Odesa), Lvov, Praga, Viena și Žilina. Gara principală a orașului se află în imediata vecinătate a centrului istoric și este deservită de numeroasele linii de transport public.
Aeroportul Internațional Ioan Paul al II-lea Cracovia-Balice, în poloneză Międzynarodowy Port Lotniczy im. Jana Pawła II Kraków-Balice,(IATA: KRK) se află la 11 km vest de oraș. Călătoria cu trenul de la aeroport până la gara Kraków Główny durează 15 minute. Capacitatea anuală a aeroportului este estimată la 1,3 milioane de pasageri (fiind al doilea aeroport ca mărime al Poloniei); în 2007 însă peste 3,042 milioane de persoane utilizaseră aeroportul, adică 15% din tot traficul aerian din țară. La aeroportul Cracovia există 59 de legături aeriene, funcționând 2 terminale (T1, internațional; și T2 intern). Aeroportul Internațional Katowice se află și el la circa 75 de minute de Cracovia.
|               |
| Gara centrală |

|                                |
| Stația de tramvai Politechnika |

|                    |
| Tramvai Bombardier |

|                        |
| Autobuz Solaris Urbino |

## Demografie
Cracovia avea la recensământul din 2009 o populație de 754.854 de locuitori. Conform datelor pe 2006, populația Cracoviei era circa 2% din totalul Populației Poloniei și 23% din cel al voievodatului Polonia Mică. Indicatori demografici selecționați sunt prezentați în tabelul din dreapta, compilat pe baza populației permanente a orașului. Zona metropolitană a orașului cuprinde un teritoriu în care locuiau în 2010 1.393.893 de persoane.
| Indicatori demografici                   | Ani                      | Cracovia                      |
| Populația în mii de locuitori            | 1970 1978 1988 1995 2002 | 588,0 693,6 746,6 732,9 758,5 |
| Densitatea populației persoane/km2       | 1970 1978 1988 1995 2002 | 2.556 2.156 2.285 2.243 2.320 |
| Număr de femei pentru 100 de bărbați     | 1970 1978 1988 1995 2002 | 110 112 113                   |
| Creștere demografică la mia de locuitori | 1998 1999 2000 2001      | −1,3 −1,7 −1,5                |

La recensământul istoric din 1931, dinaintea celui de al Doilea Război Mondial, 78,1% din cracovieni au declarat poloneza ca limbă maternă, 20,9% ebraică sau idiș, 0,4% ucraineană, 0,3% germană, și 0,1% rusă. Evoluțiile istorice de după acel moment au redus drastic procentajul minorităților etnice din Cracovia. Cifrele oficiale și neoficiale diferă între ele, așa cum este cazul populației de romi. Astfel, conform recensământului din 2002, între cei care și-au declarat o identitate națională (separată de limbă sau religie) în voievodatul Cracovia, 1.572 erau slovaci, urmați de ucraineni (472), evrei (50) și armeni (22). Romii, oficial în număr de 1.678, sunt estimați a fi de fapt peste 5.000. Statisticile colectate de Ministerul Educației arată că, deși doar 1% dintre adulți se declară membri ai unei minorități, 3% dintre elevi participă la programe dedicate minorităților etnice.
Creșterea demografică a Cracoviei din 1791

### Religia

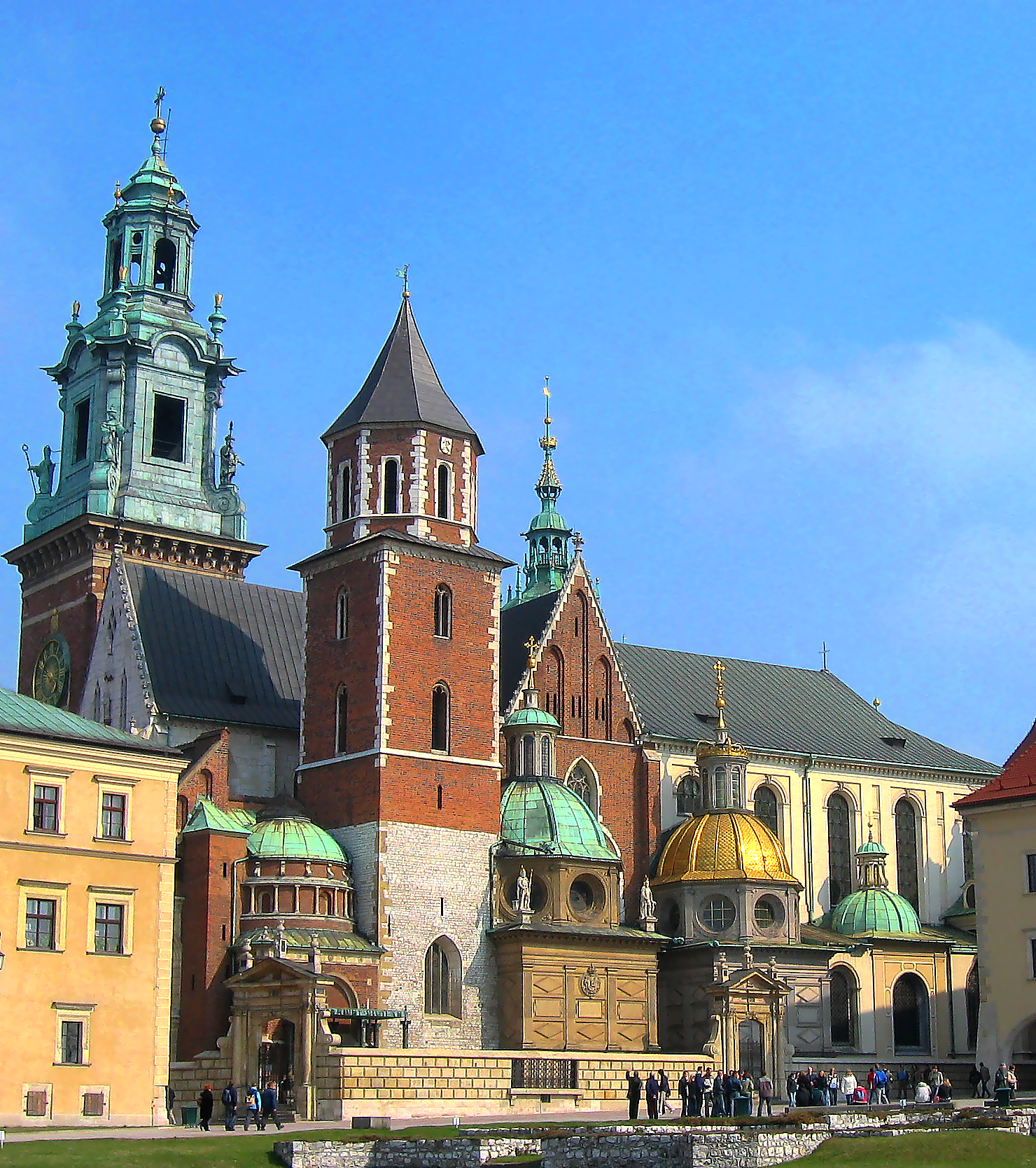
Catedrala Wawel, locul încoronărilor regilor și mormântul multor eroi naționali, considerată a fi sanctuarul național al Poloniei

Cracovia este un oraș al bisericilor. Abundența de lăcașuri de cult istorice, împreună cu numărul mare de mănăstiri, a adus orașului în trecut reputația națională de „Romă a nordului”. În Cracovia există peste 120 de lăcașe de cult, dintre care peste 60 construite în secolul al XX-lea. Între religiile practicate se numără catolicismul (48 de biserici), Martorii lui Iehova (10 săli ale regatului), protestantism (8 biserici), budism (5 temple), ortodoxism (1 biserică), catolicism polonez (1 biserică) și mariavitism.

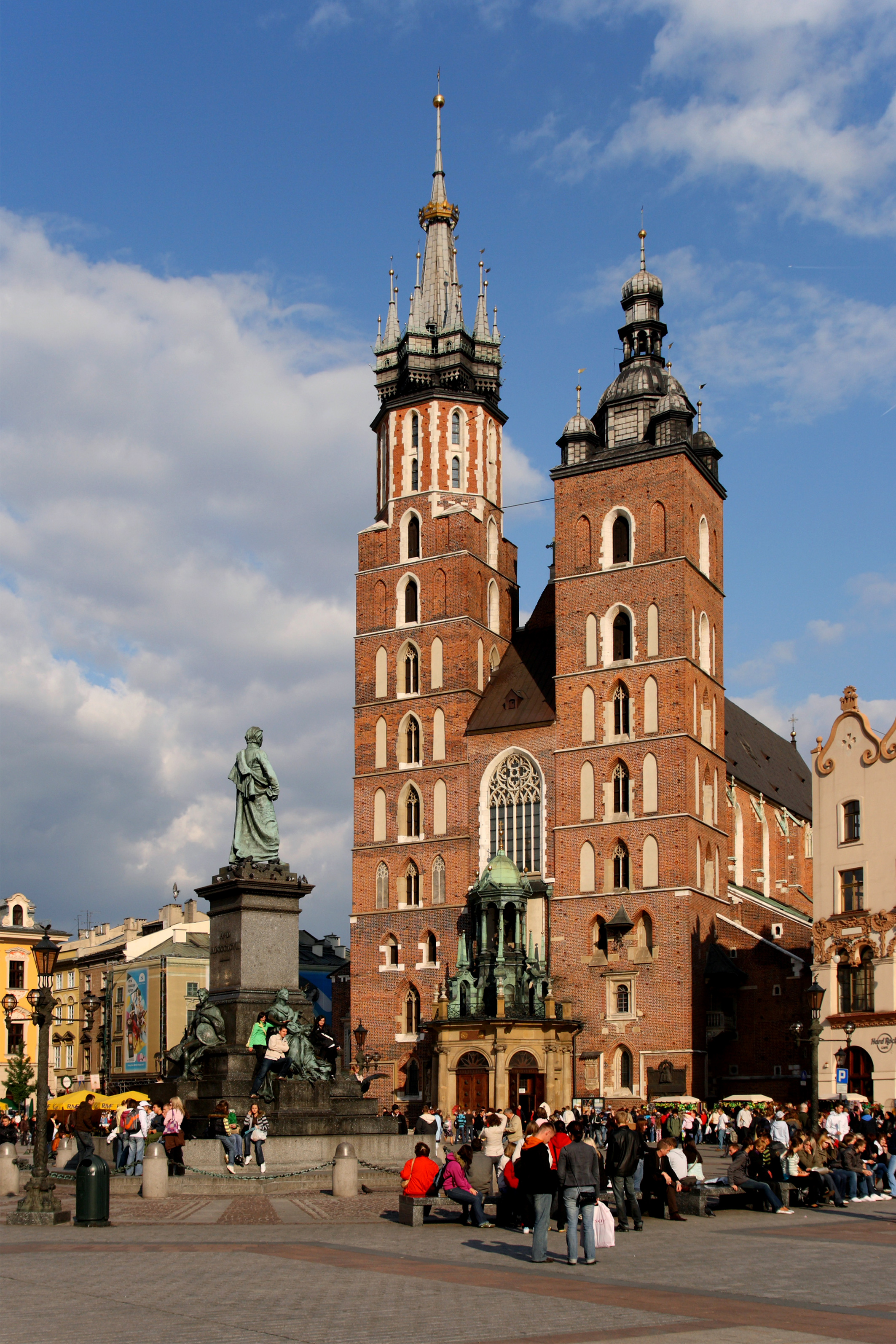
Basilica Sf. Maria
(în)

Există în Cracovia o deosebită colecție de monumente de arhitectură religioasă evreiască, fără termen de comparație în toată Polonia. Cracovia a fost un influent centru al vieții spirituale evreiești înainte de izbucnirea celui de al Doilea Război Mondial, toate cultele de la cel ortodox până la cel hasidic și reformat înflorind unul lângă altul. În Cracovia activau cel puțin 90 de sinagogi înainte de invazia Germaniei Naziste, deservind o comunitate evreiască de 60.000–80.000 de persoane (din totalul populației de 237.000), apărută încă din secolul al XII-lea.
Majoritatea sinagogilor din Cracovia au fost distruse în timpul celui de al Doilea Război Mondial de către naziști, care le-au prădat de toate obiectele ceremoniale, și le-au folosit drept depozite de muniții, echipament de stingere a incendiilor și grajduri. Populația evreiască de după Holocaust s-a prăbușit la circa 5.900 de persoane până la sfârșitul deceniului anilor 1940. Polonia a fost singura țară din Blocul Socialist care a permis evreilor să emigreze în Israel fără vize sau permise de ieșire din țară. În antiteză, Stalin a forțat evreii din URSS să rămână în țară, așa cum se acceptase la conferința de la Ialta. Mai recent, datorită eforturilor organizațiilor locale evreiești și poloneze, precum și ajutorului financiar internațional din partea Comisiei Comune Evreiești Americane de Distribuție, multe sinagogi au fost restaurate și funcționează atât în scop religios, cât și turistic.

## Educație

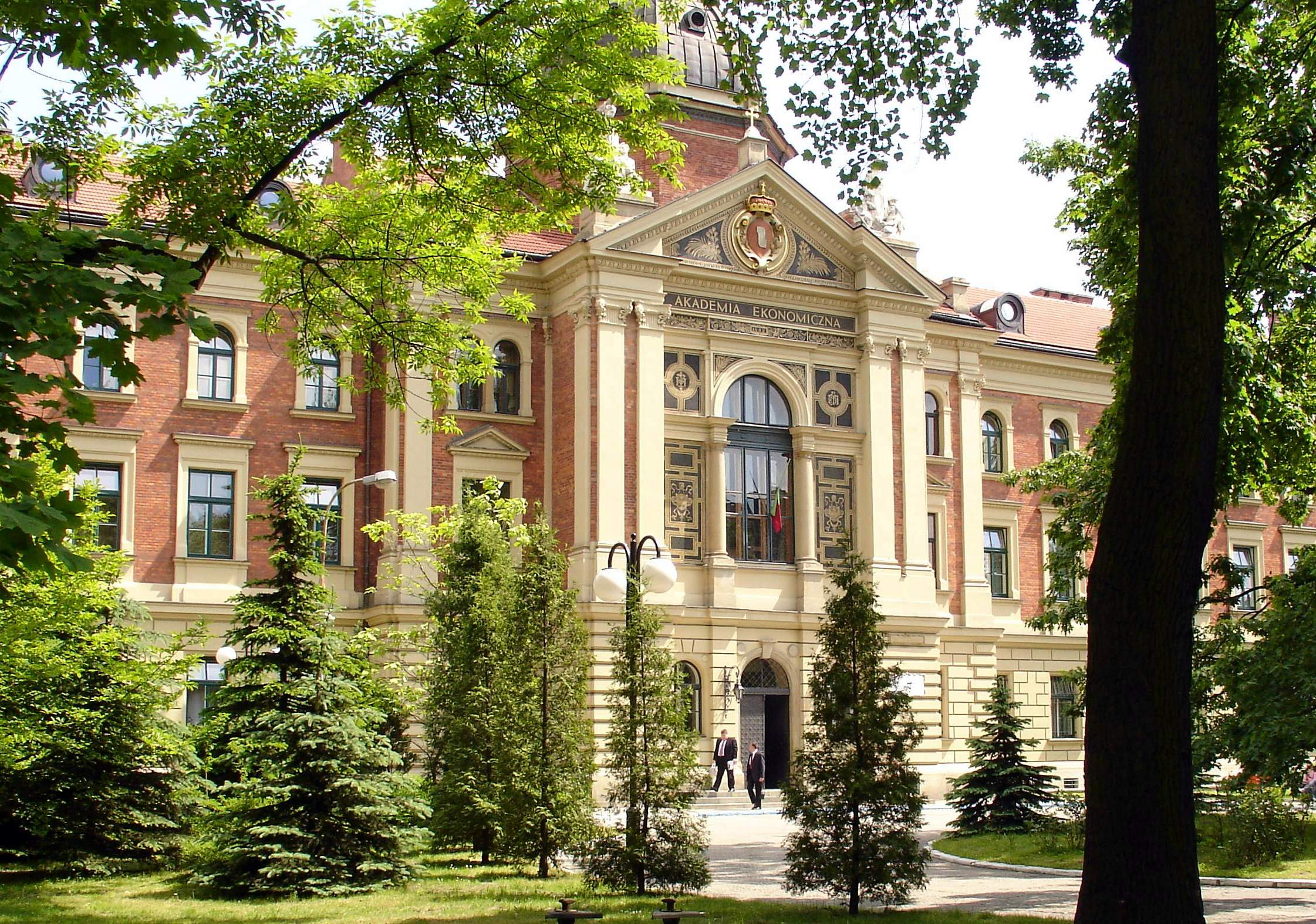
Universitatea de Economie din Cracovia

Cracovia este un mare centru universitar, cu peste 10 universități sau instituții de învățământ superior, având în total 170.000 de studenți. Universitatea Jagiellonă, cea mai veche universitate din Polonia și a doua din țară în clasamentul Times Higher Education Supplement, a fost înființată în 1364 sub numele de Universitatea din Cracovia și a fost rebotezată în 1817 în cinstea dinastiei Jagiellone a regilor polono-lituanieni. Principalul bun de preț al său este Biblioteca Jagiellonă, cu peste 4 milioane de volume, între care se numără o mare colecție de manuscrise medievale ce conține De Revolutionibus a lui Copernic și Codicele Balthasar Behem. Cu 42.325 de studenți (2005) și 3.605 cadre didactice, Universitatea Jagiellonă este una dintre principalele centre de cercetare ale Poloniei. Între celebrele personalități istorice legate de această școală se numără Sfântul Ioan Cantius, Jan Długosz, Nicolaus Copernic, Andrzej Frycz Modrzewski, Jan Kochanowski, regele Ioan al III-lea Sobieski, papa Ioan Paul al II-lea și laureații Premiului Nobel Ivo Andrić și Wisława Szymborska.

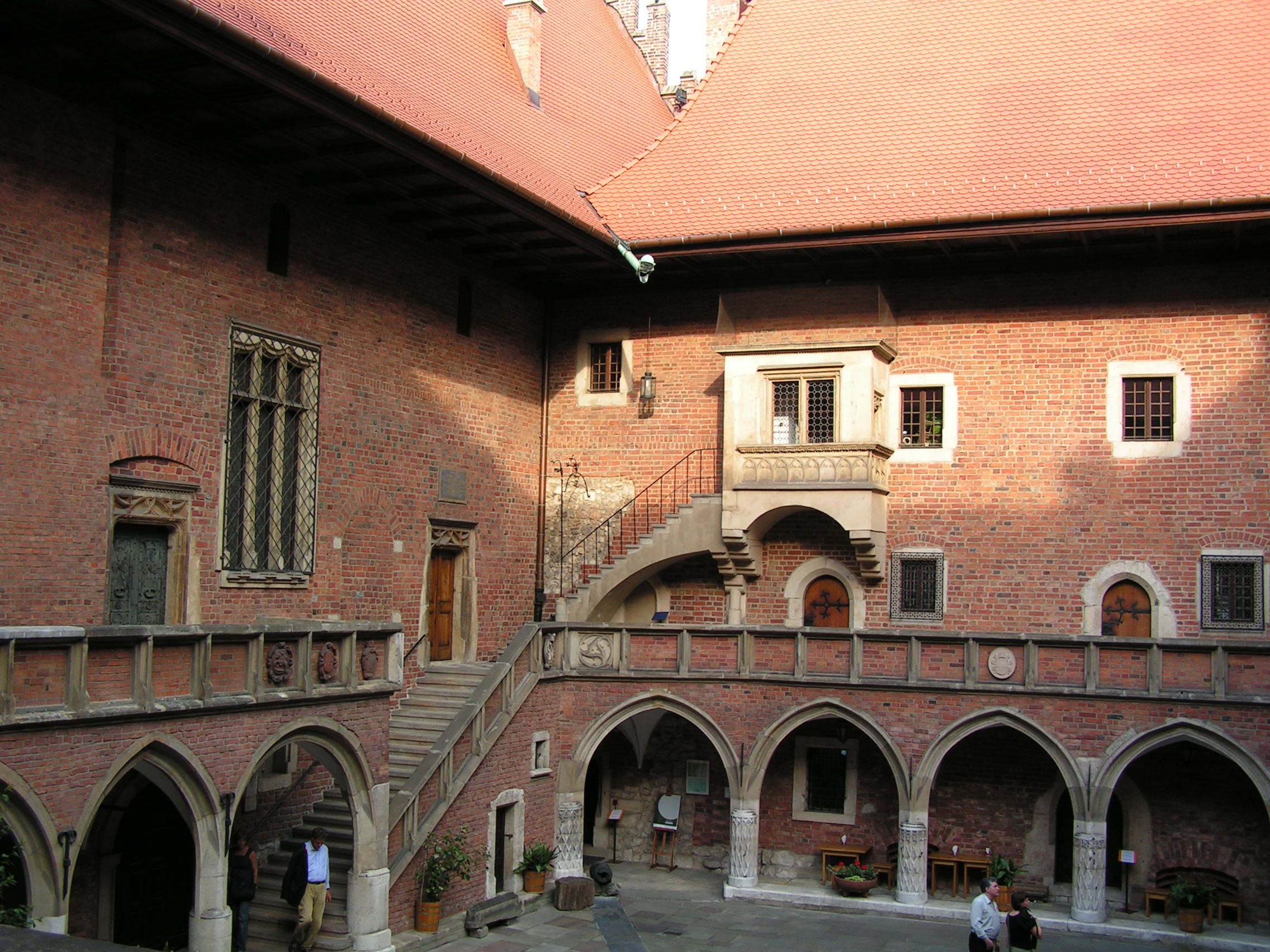
Collegium Maius, cea mai veche clădire a Universității Jagiellone din Cracovia

Universitatea de Știință și Tehnologie AGH, înființată în 1919, este a doua universitate tehnică din Polonia, cu peste 15 facultăți și un număr de peste 30.000 de studenți. A fost clasificată drept cea mai bună universitate tehnică din țară pentru anul 2004 de către ediția poloneză a Newsweek. În istoria sa de 80 de ani, peste 73.000 de studenți au primit diplomă de inginer sau de master. Circa 3.600 de persoane au primit un doctorat, și circa 900 au devenit docenți.
Printre alte instituții de învățământ superior se numără Academia de Muzică din Cracovia, conceput drept conservator în 1888, unul dintre cele mai vechi și mai prestigioase conservatoare din Europa Centrală cu o renumită sală de concerte; Universitatea de Economie din Cracovia, înființată în 1925; Universitatea Pedagogică, funcțională din 1946; Universitatea Agricolă din Cracovia, unde se studiază din 1890 (la început ca parte a Universității Jagiellone); Academia de Artă, cea mai veche astfel de instituție din țară, înființată de pictorul polonez Jan Matejko; Academia de Artă Dramatică Ludwik Solski; Academia Teologică Pontificală; și Universitatea de Tehnologie din Cracovia, cu peste 37.000 de absolvenți.

## Cultură

Dama cu hermină de Leonardo da Vinci, pictură aflată la Muzeul Czartoryski

Cracovia, având titlul neoficial de capitală culturală a Poloniei, a avut titlul de Capitală Europeană a Culturii în anul 2000, titlu acordat de Uniunea Europeană. Este o mare atracție atât pentru turiștii din țară, cât și pentru cei de peste hotare, atrăgând șapte milioane de vizitatori pe an. Între marile atracții se numără Piața Centrală cu Basilica Sf. Maria și Sala Țesăturilor Sukiennice, castelul Wawel, Muzeul Național de Artă,  Clopotul Sigismund din catedrala Wawel, și Poarta Sf. Florian cu Barbacana de pe ruta încoronărilor regale. Cracovia are 28 de muzee și galerii de artă publică. Între ele se numără ramura principală a Muzeului Național și Muzeul Czartoryski, la ultimul fiind expuse opere de Leonardo da Vinci și Rembrandt.

### Muzee și galerii naționale de artă

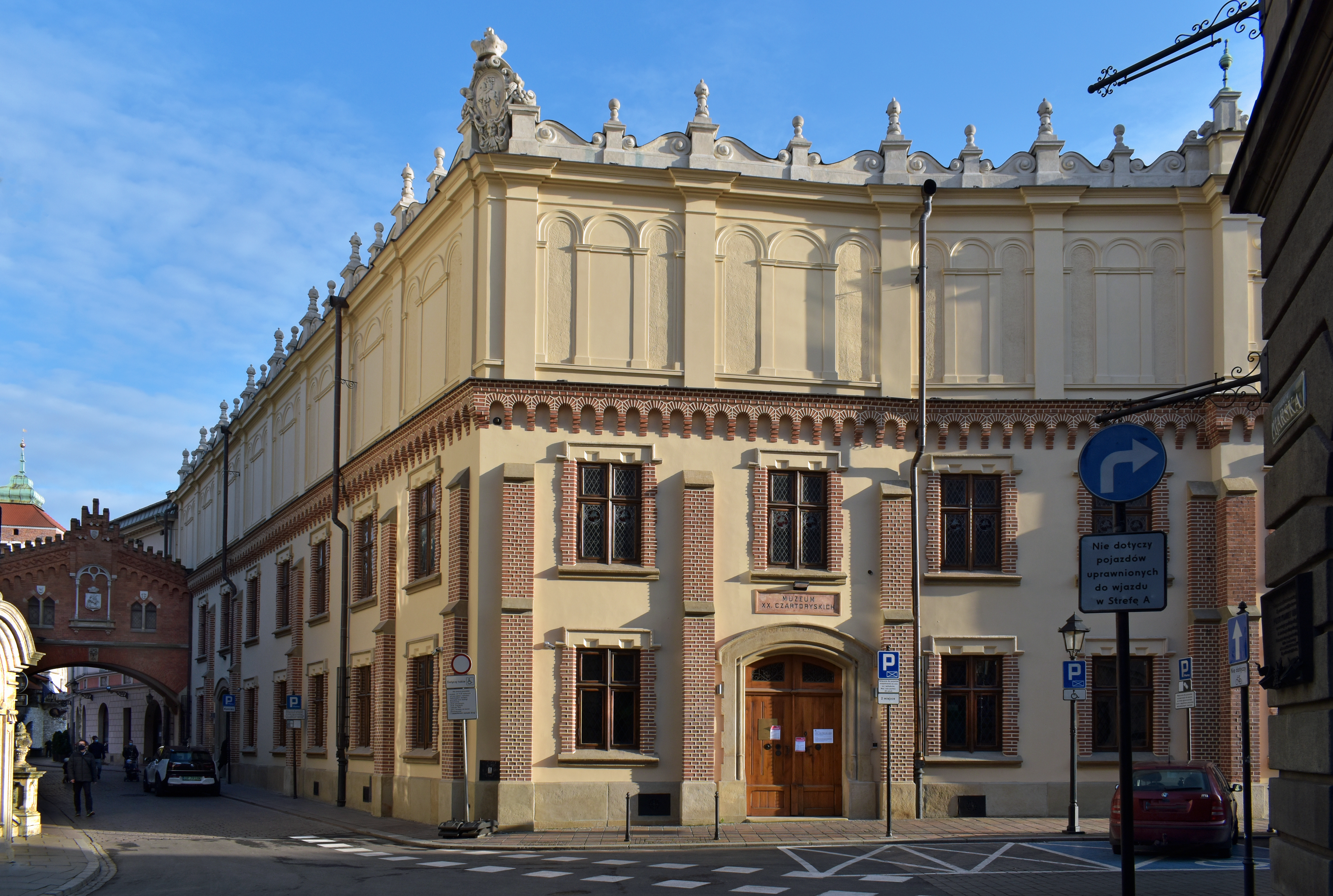
Muzeul Czartoryski, una dintre galeriile remarcabile de artă europeană din Polonia.

Cele 28 de muzee din Cracovia se împart în muzee naționale și muzee municipale; orașul are și mai multe colecții de artă și galerii de artă publică. Muzeul Național, înființat în 1879, care este ramura principală a Muzeului Național al Poloniei, cu colecții permanente în toată țara, precum și Colecția Națională de Artă de pe dealul Wawel sunt toate accesibile publicului general. Între timp, Muzeul Czartoryski conține opere de Leonardo și Rembrandt.
Colecția Națională de artă se află la Wawel, fosta reședință a trei dinastii de monarhi polonezi. Reședința regală conține expoziții de artă, mobilier istoric, picturi poloneze  și europene, obiecte de colecție și tapiserii flamande de secol al XVI-lea. Trezoreria și Armurăria din Wawel prezintă obiecte istorice ce au aparținut regilor polonezi, bijuterii, artă aplicată și arme din secolele al XV-lea–al XVIII-lea. Colecția Orientală Wawel expune corturi și accesorii militare turcești. Muzeul Național este cel mai bogat muzeu din țară, cu colecții ce constau din mai multe sute de mii de piese păstrate în mare parte în clădirea principală din Ul. 3 Maja, dar mai există și alte nouă clădiri ce aparțin muzeului, una dintre cele mai populare fiind Galeria de Artă Poloneză a Secolului al XIX-lea din Sukiennice, care deține unele din cele mai bine cunoscute picturi și sculpturi ale mișcării Tânăra Polonie.
Între alte muzee de interes din Cracovia se numără Muzeul Manggha de Artă și Tehnologie Japoneză (din M. Konopnickiej 26), Muzeul Stanisław Wyspiański (str. Szczepanska nr. 11), Conacul Jan Matejko din Krzesławice, – casă memorială dedicată remarcabilului pictor și vieții sale, Muzeul Emeryk Hutten Czapski, și casa Józef Mehoffer.

### Arte interpretative
În oraș funcționează mai multe teatre, între care Narodowy Stary Teatr (Vechiul Teatru Național), teatrul Juliusz Słowacki, teatrul Bagatela, teatrul Ludowy, și teatrul de păpuși Groteska, precum și Opera Krakowska și Opereta din Cracovia. Principala sală de concerte, sediul Orchestrei Filarmonice din Cracovia este Filharmonia Krakowska (Filarmonica din Cracovia) construită în 1931.
Cracovia găzduiește numeroase evenimente artistice anuale și bianuale, unele de importanță internațională, cum ar fi Misteria Paschalia (muzică barocă), Sacrum-Profanum (muzică contemporană), Festivalul de Muzică Poloneză (muzică clasică), Dedicații (teatru), Festivalul de Film din Cracovia (unul din cele mai vechi festivaluri de film de scurt metraj din Europa), Bienala de Artă Grafică și Festivalul Culturii Evreiești. În Cracovia au locuit doi laureați polonezi ai Premiului Nobel pentru Literatură, Wisława Szymborska și Czesław Miłosz; un al treilea laureat al Premiului Nobel pentru literatură, scriitorul iugoslav Ivo Andrić, a trăit și a studiat la Cracovia. Între alte personalități ce au trăit în oraș se numără celebri regizori de cinematografie Andrzej Wajda și Roman Polanski.

### Muzică

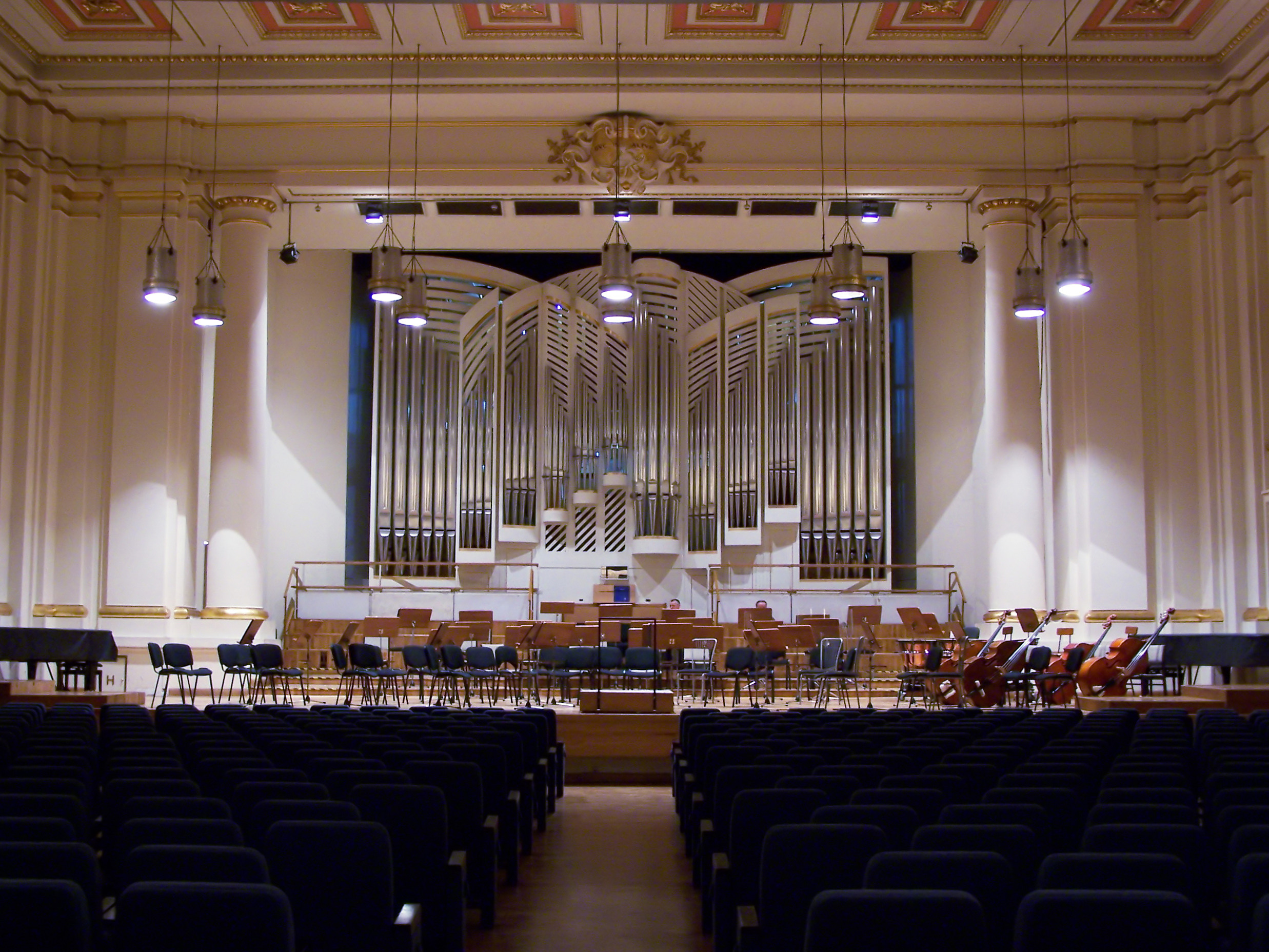
Sala principală a Filarmonicii din Cracovia

Opera Krakowska, una din marile companii naționale de operă, organizează 200 de spectacole anual, de balet, operetă și musicaluri. Repertoriul său principal conține cele mai mari nume din opera poloneză și mondială. Opera ocupă primul său sediu permanent din toamna lui 2008. Ea organizează și Festivalul de Vară de Operă și Operetă.
Cracovia găzduiește două mari festivaluri poloneze de muzică veche, unde se interpretează oratorii și opere baroce: Opera Rara și Misteria Paschalia. În același timp, Capella Cracoviensis organizează Festivalul Internațional „Muzică în Vechea Cracovie”.
Academia de Muzică din Cracovia, înființată în 1888, este celebră în toată lumea ca alma mater al compozitorului polonez contemporan Krzysztof Penderecki, fiind singura din Polonia care are printre absolvenți doi câștigători ai Concursului Internațional Chopin din Varșovia. Academia organizează concerte ale studenților și ale invitaților săi de-a lungul întregului an.
Între organizațiile și sălile de spectacole muzicale se numără: Filarmonica din Cracovia, Sinfonietta Cracovia (sau Orchestra Orașului Regal Cracovia), Corul Radio Polonez din Cracovia, Corul Academic Organum, Corala Mixtă Mariană (Mieszany Chór Mariański), Corul Academic Cracovia al Universității Jagiellone, Corul de Cameră Cracovia, Orchestra Barocă Consortium Iagellonicum a Universității Jagiellone, Fanfara Uzinei T. Sendzimir, și Orchestra Camerata de Muzică de Cameră a Radioului din Cracovia.

## Turism
Conform statisticilor, în 2009 Cracovia a fost vizitată de 7,3 milioane de turiști, din care 2,1 milioane erau străini (peste 30% din total). Vizitatorii au cheltuit peste două miliarde și jumătate de zloți în oraș (exceptând costurile de călătorie și cazare achitată anticipat). Majoritatea turiștilor străini provin din Marea Britanie (peste 25%), germanii, francezii, italienii și americanii clasându-se pe locurile următoare. Ghidul turistic al Cracoviei de la Biroul Turistic al Poloniei Mici arată că nu s-au înregistrat toate statisticile din cauza numărului considerabil de persoane care vin și se cazează la particulari, plătind în numerar, aceștia provenind în special din Europa de Est.
Principalele motive pentru care orașul este vizitat sunt: monumentele istorice, distracția, vizitele la prieteni sau rude, religia (în special la Wawel) și afacerile. Există 120 de hoteluri în Cracovia (de regulă ocupate în proporție de circa 50%) oferind 15.485 de locuri de cazare. Durata medie a unui sejur este de 4 până la 7 nopți. Un sondaj efectuat între turiști a arătat că cel mai mult le place cât de prietenos e orașul, 90% din turiștii polonezi și 87% din străini afirmând că ar recomanda și altor persoane să-l viziteze. Între punctele de interes din afara orașului se numără salina Wieliczka, Munții Tatra aflați la 100 km spre sud, orașul istoric Częstochowa (spre nord-vest), fostul lagăr de concentrare nazist de la Auschwitz, și Parcul Național Ojcowski, ce cuprinde castelul renascentist Pieskowa Skała.
|                |
| Castelul Wawel |

|                         |
| Auschwitz („Blocul 11”) |

|                                   |
| Parcul Național Ojców și castelul |

|                  |
| Salina Wieliczka |

## Sport

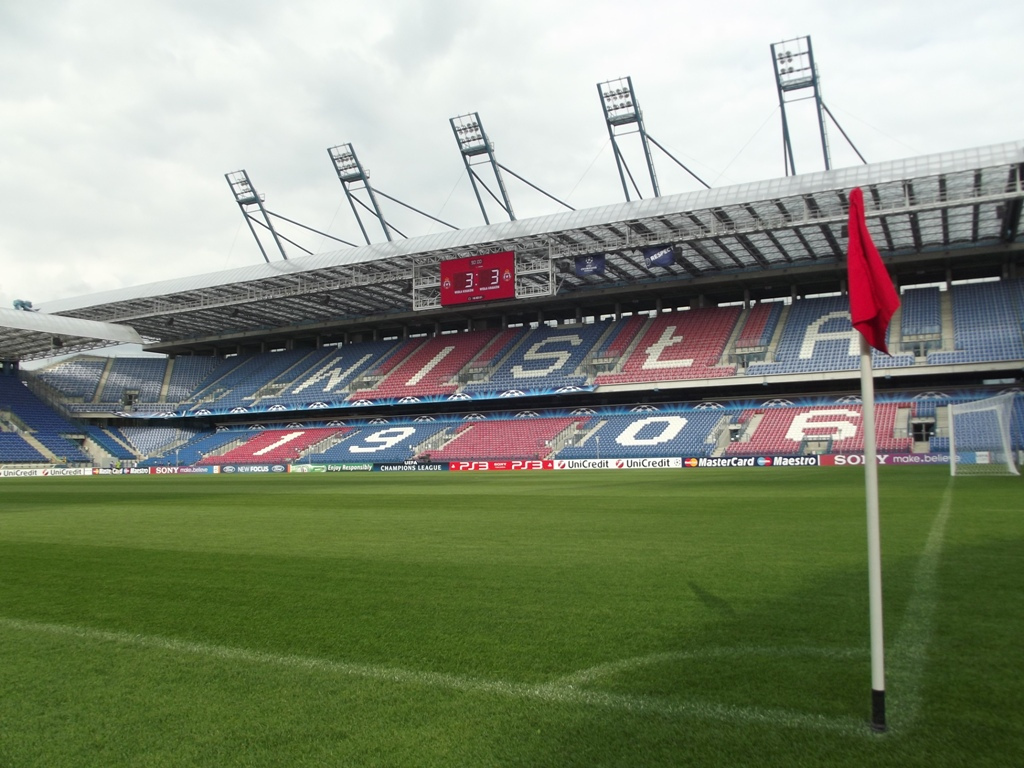
Stadionul echipei Wisła Cracovia

Cracovia găzduiește Campionatul Mondial de Volei Masculin 2014 și Campionatul European de Handbal Masculin 2016. El a fost ales Orașul European al Sportului pe 2014.
Fotbalul este unul dintre cele mai populare sporturi din oraș. Cele mai iubite cluburi din oraș sunt Wisła, de 13 ori campioană națională și KS Cracovia, de cinci ori campioană, ambele înființate în 1906 și cele mai vechi din Polonia. Ele sunt implicate în cea mai intensă rivalitate sportivă din țară și una dintre cele mai intense din toată Europa, fiind denumită Războiul Sfânt (Święta Wojna). Alte cluburi de fotbal locale sunt Hutnik Cracovia, Wawel Cracovia, și Garbarnia Kraków, ultima având și ea un titlu național în palmares. Funcționează și clubul de rugby de prima ligă Juvenia Cracovia. Cracovia mai are și alte cluburi sportive valoroase, între care campioana națională de nouă ori la hochei pe gheață Cracovia Kraków și campioana de douăzeci de ori la baschet feminin Wisła Cracovia.
Maratonul Cracovia, cu peste o mie de participanți din câte 20 de țări anual, se ține în oraș începând cu 2002. Primul pilot polonez de Formula 1, Robert Kubica, s-a născut și a crescut în Cracovia, ca și jucătoarea de tenis Agnieszka Radwańska.
Construcția Kraków Arena a început în mai 2011; ea este o arenă polivalentă acoperită dedicată concertelor, întrecerilor atletice în sală, hocheiului, baschetului, futsalului etc. Arena va fi gata în 2013; costurile sunt estimate la suma de 363 de milioane de zloți. Ea va avea până la 15 mii de locuri. În caz de concert, când scena va fi amplasată la baza arenei, capacitatea poate crește la 18 mii de persoane.

## Personalități născute aici
- Ladislau cel Sfânt (n. 27 iunie 1040 – d. 29 iulie 1095), rege al Ungariei (1077-1095).
- Boleslav al III-lea (n. 20 august 1086 – d. 28 octombrie 1138), prinț al Poloniei.
- Vladislav al II-lea Exilatul (n. 1105 – d. 30 mai 1159), Mare Duce al Poloniei și Duce de Silesia.
- Vladislav al III-lea Iagello (n. 31 octombrie 1424 - d. 10 noiembrie 1444), rege al Poloniei din 1434 și din 1440 rege al Ungariei.
- Cazimir al IV-lea Iagello (n. 30 noiembrie 1427 - d. 7 iunie 1492), Mare Duce al Lituaniei și Rege al Poloniei.
- Vladislav Jagello (n. 1 martie 1456 – d. 13 martie 1516), rege al Boemiei începând din 1471, al Ungariei și al Croației din 1490.
- Ioan I Albert (n. 27 decembrie 1459 – d. 17 iunie 1501), rege al Poloniei (1492–1501) și duce de Głogów (1491–1498).
- Anna Jagiello (n. 1523 - d. 1596), regină a Poloniei din 1575 până în 1586.
- Ioan Cazimir al II-lea (n. 22 martie 1609 – d. 16 decembrie 1672), rege al Poloniei, Mare Duce de Lituania și rege al Suediei (1648–1660).
- Piotr Michałowski (n. 2 iulie 1800 – d. 9 iunie 1855), pictor.
- Juliusz Osterwa (1885 - 1947), actor, regizor.
- Stefan Banach (n. 30 martie 1892 - d. 31 august 1945), matematician.

## Orașe înfrățite
Cracovia este înfrățită, sau menține relații strânse, cu 34 de orașe din toată lumea:
| Bordeaux, Franța (din 1993) Bratislava, Slovacia Budapesta, Ungaria (din 2005) Cambridge, Massachusetts, SUA (din 1989) Curitiba, Brazilia (din 1993) Cusco, Peru Edinburgh, Regatul Unit (din 1995) Fes, Maroc (din 2004) Florența, Italia (din 1992) Frankfurt pe Main, Germania (din 1991) Göteborg, Suedia (din 1990) Groznîi, Rusia (din 1997) | Innsbruck, Austria (din 1998) Kiev, Ucraina (din 1993) Lahore, Pakistan La Serena, Chile (din 1995) Leipzig, Germania (din 1995) Leuven, Belgia (din 1991) Lviv, Ucraina (din 1995) Milano, Italia (din 2003) Nürnberg, Germania (din 1991) Orléans, Franța (din 1992) Pécs, Ungaria (din 1998) | Quito, Ecuador Rochester, New York, SUA (din 1973) St. Petersburg, Rusia (din 2006) San Francisco, California, SUA (din 2009) Sevilla, Spania (din 2002) Solothurn, Elveția (din 1990) Split, Croația Tbilisi, Georgia Veliko Tărnovo, Bulgaria (din 1975) Vilnius, Lituania Zagreb, Croația (din 1975) |